# オデーサ
- オデーサ
- オデッサ
- オデサ
- アジェッサ

オデーサ（ウクライナ語: Одеса [oˈdɛsɐ] ( 音声ファイル) オデーサ）／オデッサ（ロシア語: Одесса [ɐˈdʲes(ː)ə] アジェッサ）は、ウクライナ南西部、黒海の北西岸に位置する港湾都市。オデーサ州の州庁所在地で、首都キーウから約443キロメートル南に位置する。2021年現在の人口は約101万人、ウクライナで3番目に大きな都市となっている。面積は約160平方キロメートル。
オデーサはウクライナ最大の港湾を備えた同国を代表する工業都市であるとともに、リゾート地、文学都市としても知られている。黒海に面するオデーサはロシア帝国の時代より、ロシア帝国と外国の経済・文化の交流の拠点となっていた。1920年代以降になると数多くの作家がオデーサに現れ、文学が盛んな地であることから、ユネスコの創造都市の文学部門に認定されている。

## 名称
「オデッサ」の名称は、1529年以来オスマン帝国領だったハヂベイ（トルコ語: Hacıbey）と呼ばれたこの地を、露土戦争でロシア帝国が占領して改名するにあたり、この地にかつて古代ギリシアの植民都市オデッソス（古代ギリシア語: Ὀδησσός）が存在したという誤認に基づくと考えられている。なお、実際のオデッソスは、オデーサから南西に約400キロメートル離れた現ブルガリア領ヴァルナ周辺にオデソス（ブルガリア語: Одесос）として存在していた。
ギリシア風の地名が付けられた背景には、皇帝エカチェリーナ2世の治世に流行していた古典主義、また、町の発展に不可欠であるギリシア系商人と植民者の誘致を意図したことが挙げられている。
ロシア帝国による1795年の命名以降、この都市は長らくロシア語でОдесса（オデッサ、アヂェーサ）と呼ばれていた。これは1991年のウクライナ独立まで続いたロシア語の公用語的地位とも関係がある。
ウクライナ語において「Одесса」から表記上の「с」が1つ抜けた時期は定かではないが、ウクライナ独立以降、ウクライナ語が唯一の公用語とされており、この町の名称もウクライナ語名「Одеса」が公式な名称と認められている。日本では、一般的にはウクライナ語に基づく「オデーサ」の表記が使われるが、「オデサ」と表記されることもある。
2022年3月31日、外務省は日本政府として、同市の名称の日本語表記を従来の「オデッサ」から、ウクライナ語の発音に基づく「オデーサ」に変更することを発表した。

## 歴史

### 建設以前
オデーサ、およびその周辺にはキンメリア人、サルマタイ人、スキタイ人、ギリシア人、スラヴ人が居住していた。オデーサが位置する場所にはタタール人によってカチベイという集落が形成され、15世紀にオスマン帝国によってカチベイの跡地に建設されたハジベイという集落がオデーサの直接の起源にあたる。オスマン帝国は1764年にハジベイにエニ・ドゥニア要塞が建設した。
露土戦争の過程で1789年にロシア帝国はハジベイを占領し、1792年に締結されたヤシ条約によって正式にロシア領に編入した。露土戦争に従軍した海軍中将ホセ・デ・リバス、オランダ人技師デ・ヴォランらは皇帝エカチェリーナ2世にハジベイに港を建設することを進言し、1794年から港の建設が開始される。1795年にハジベイは「オデッサ」に改称される。

### ロシア帝国時代

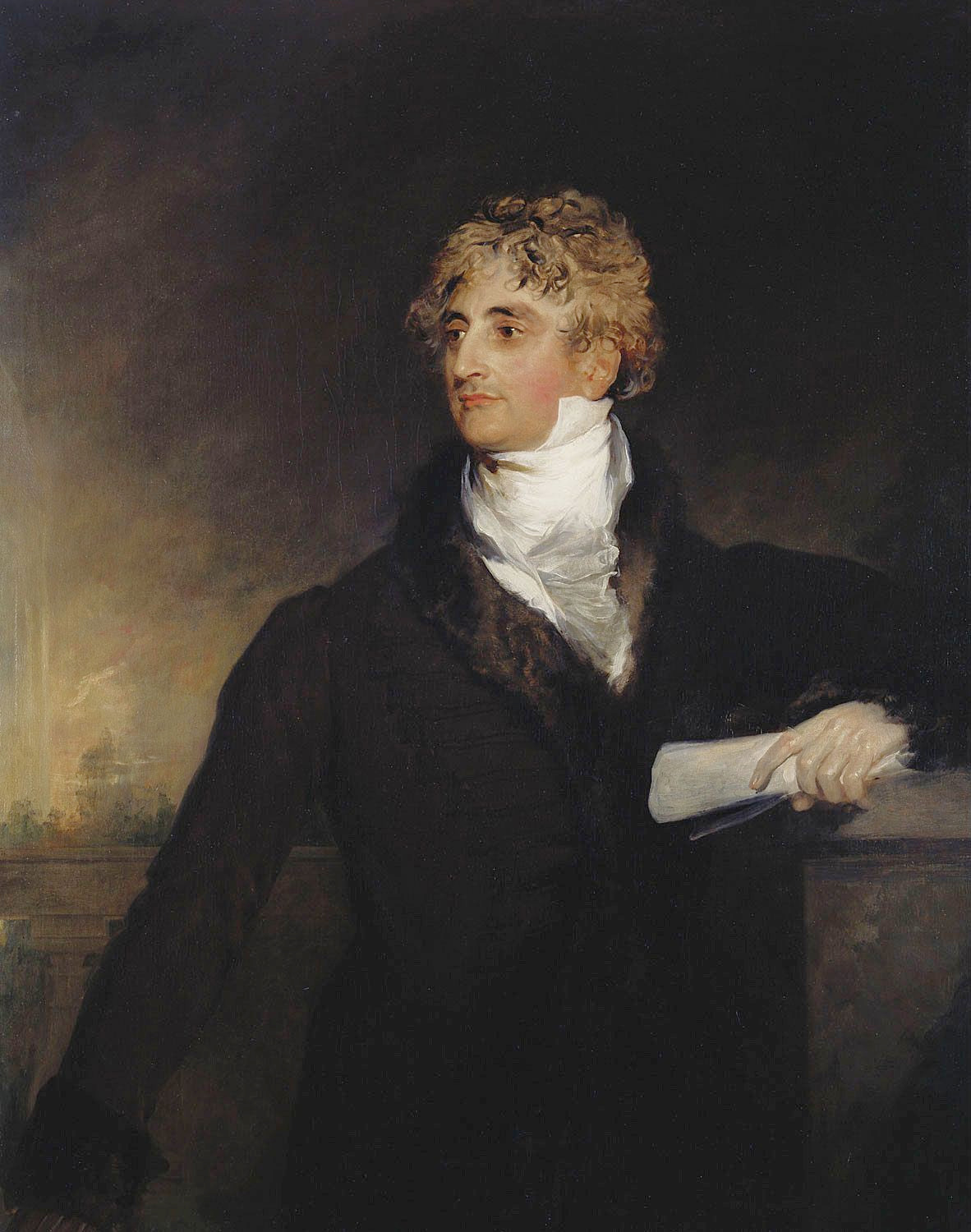
トーマス・ローレンスによるリシュリュー公爵の肖像画

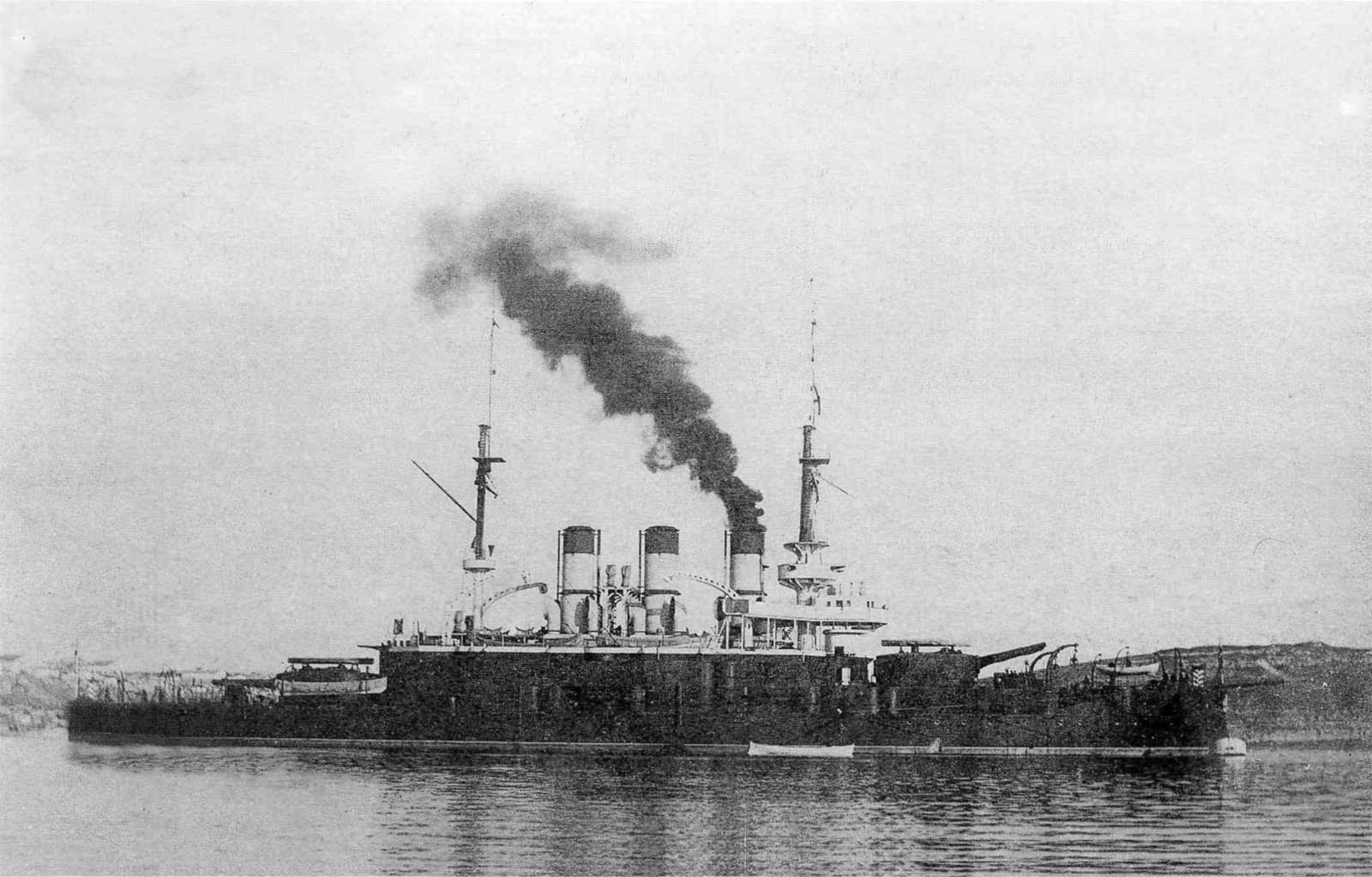
1905年に撮影されたポチョムキン号

エカチェリーナ2世の死後に帝位に就いたパーヴェル1世はリバスを首都ペテルブルクに召還し、オデーサに与えられていた補助金と特権が廃止される。パーヴェル1世の跡を継いだアレクサンドル1世はオデーサの経営に関心を示し、1803年にフランス人アルマン・エマニュエル・リシュリューをオデーサの長官に任命した。また、移民の誘致と並行して、貿易の振興に必要な港湾施設の整備、税制の優遇政策が実施された。リシュリューの下でオデーサは劇的に発展し、1803年当時9,000人だった人口は1813年の時点で35,000人に増加し、1804年に2,340,000ルーブルだった輸出総額は1813年には8,860,000ルーブルに増加する。1812年8月から1814年2月にかけてオデーサでペストが流行し、人口の2割程度が死亡したと推定されている。1814年9月にリシュリューはオデーサ長官の職を辞し、フランスに帰国した。
1819年にオデーサは自由貿易港に定められ、1823年にノヴォロシア総督に就任したミハイル・セミョーノヴィチ・ヴォロンツォフの下で自由貿易港となったオデーサは飛躍的な発展を遂げる。ヴォロンツォフは経済の振興以外に文化事業、慈善事業にも力を注ぎ、彼の在任中に考古学博物館、救貧院、孤児院、聾盲学校が設立され、有力紙となる『オデーサ報知』が創刊される。雨後の筍に例えられる急速な発展を遂げたオデーサは「幼年期を持たない都市」とも呼ばれ、19世紀後半に入った後にも成長は続く。また、ペテルブルクからの追放処分を受けていた詩人アレクサンドル・プーシキンは、オデーサ滞在中の一時期ヴォロンツォフに仕えていた。プーシキンとヴォロンツォフの妻は恋仲になり、ヴォロンツォヴァ夫人がプーシキンに贈ったヘブライ文字が刻まれた指輪はオデーサに伝説を残した。プーシキンが指輪を持ち帰ったにもかかわらず、指輪はオデーサに残されていると信じられ、指輪がオデーサを守護し続けていると言われている。
1853年から1856年にかけてのクリミア戦争においてオデーサも戦渦に巻き込まれ、1854年に4月10日にイギリス・フランス合同艦隊の砲撃によって死傷者が出、ヴォロンツォフ宮殿などの建築物も被害を被った。砲撃を受けてもオデーサは抵抗を続け、防御を突破できなかった合同艦隊はやむなく退却する。クリミア戦争時にイギリスのフリゲート艦から奪取した大砲は海並木通りに置かれ、当時の記憶をとどめている。
19世紀末にオデーサはペテルブルク、モスクワ、ワルシャワに次ぐロシア帝国第四の都市に発展し、ペテルブルクに次ぐ貿易港となる。1865年に鉄道が開通し、オデーサ大学の前身であるノヴォロシア大学が開校した。生活用水の需要を満たすために1873年にドニエストル川の水を汲み上げる設備が建設され、翌1874年に大規模な下水道が完成する。上下水道の整備、市当局による環境・衛生状態の調査によりオデーサはロシアを代表する衛生的な都市として知られるようになる。
1875年にロシア初の労働者の政治組織とされる南ロシア労働者同盟がオデーサで結成され、1900年にはロシア社会民主労働党オデーサ委員会が設立された。1905年から1907年にかけてのロシア第一革命ではオデーサは革命運動の一拠点となり、1905年6月には水兵による反乱が起きたポチョムキン号が入港する。革命後に町は落ち着きを取り戻し、穀物輸出と工業生産が上向きを見せ始めた。1914年に第一次世界大戦が勃発した後、オスマン帝国によってダーダネルス海峡が封鎖されたためにオデーサの対外貿易は停止し、町は爆撃を受ける。

### ソビエト連邦時代
1917年の二月革命後のオデーサには臨時政府、ソビエト権力、ラーダなどのウクライナ民族派が並立し、それらの勢力に外国の干渉軍も加わって支配権を争った。1918年1月にソビエト政権が支配権を握るが、3月から11月にかけてドイツ・オーストリア軍がオデーサを占領した。ウクライナ民族派のディレクトーリヤの支配を経て、1919年4月までイギリス・フランス連合軍の占領下に置かれる。1919年8月から1920年2月まで反革命勢力のアントーン・デニーキンがオデーサを制圧するが、デニーキンはソビエト軍に破れ、1920年2月7日にオデーサにソビエト政権が樹立された。二月革命からソビエト政権の樹立に至るまでの騒乱はオデーサの経済に大きな痛手を与え、町の建築物の4分の1が破壊されたと言われている。1914年当時のオデーサは630,000人の人口を擁していたがボリシェヴィキ政権を避けて多くの人間がロシア国外に脱出し、さらに1921年から1922年にかけての大飢饉が町の衰退をより進め、1924年に人口は324,000人に減少していた。
ソビエト連邦時代にオデーサはウクライナ・ソビエト社会主義共和国オデーサ州の州都に定められる。第二次世界大戦期においては、1941年8月5日にドイツ・ルーマニア軍がオデーサを攻撃し、2か月以上の戦闘の末にソ連軍はセヴァストポリに撤退した（オデーサの戦い (1941年)）。1941年10月16日から1944年4月10日までオデーサはナチス・ドイツ、ルーマニア連合軍の占領下に置かれ、複雑に入り組んだ地下の石灰岩の採掘跡を拠点としてパルチザン活動が行われた。第二次世界大戦中にオデーサの多くの建物が破壊され、280,000人に及ぶ人間が虐殺・連行されたが、犠牲者の多くはユダヤ人だった。ドイツ軍に対するオデーサ市民の抵抗を顕彰され、戦後町は英雄都市の称号を与えられた。
オデーサの工業は第二次世界大戦後も成長し、1970年代には新しい港湾施設が建設された。1970年代後半に人口は1,000,000人に達し、ソ連時代末期の1989年には1,115,000人の人口を擁していた。

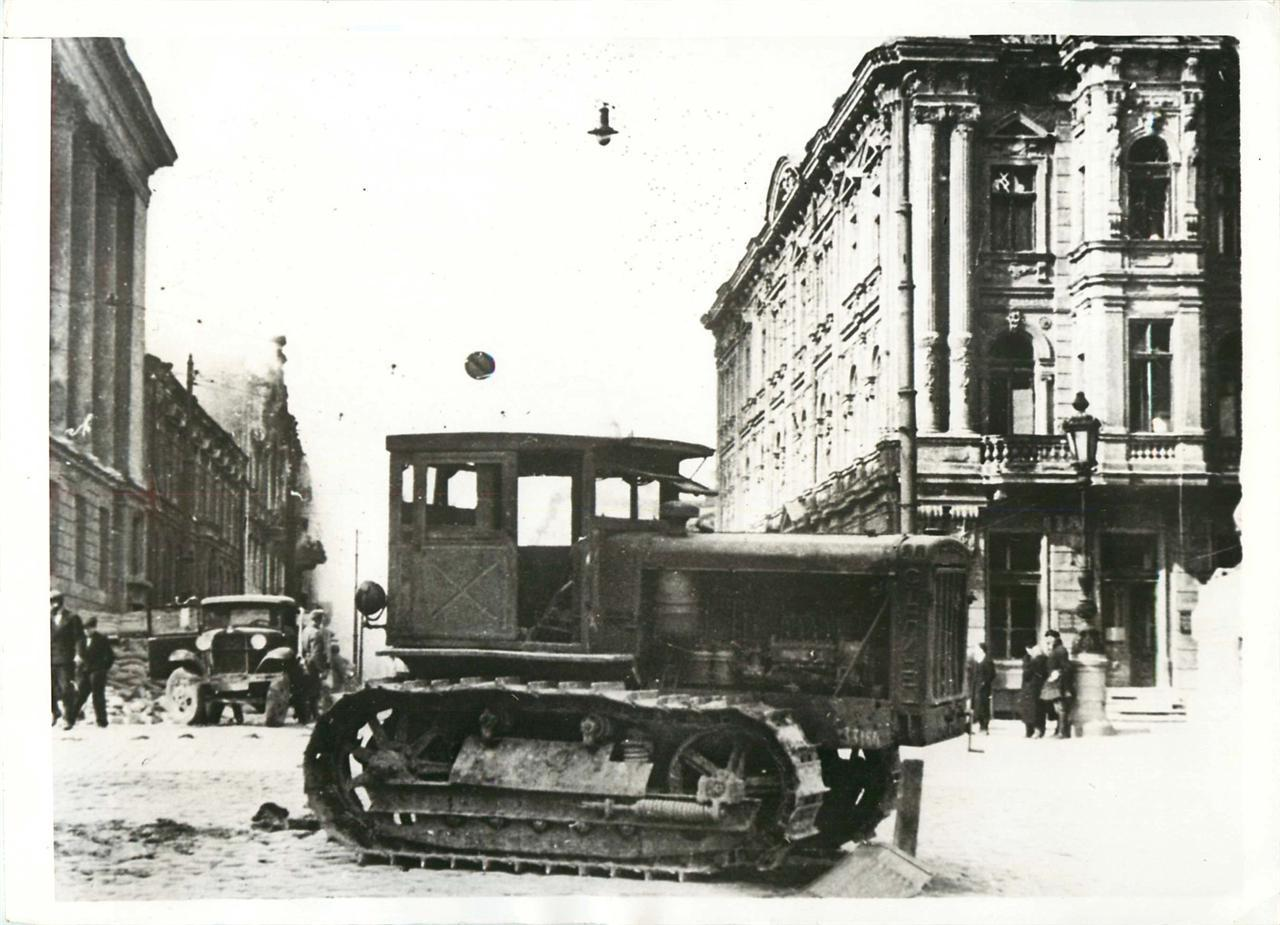
オデーサの戦いにおいて構築されたバリケード
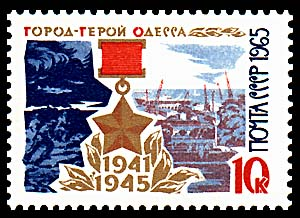
ソビエト連邦期に発行された「英雄都市」オデーサの切手
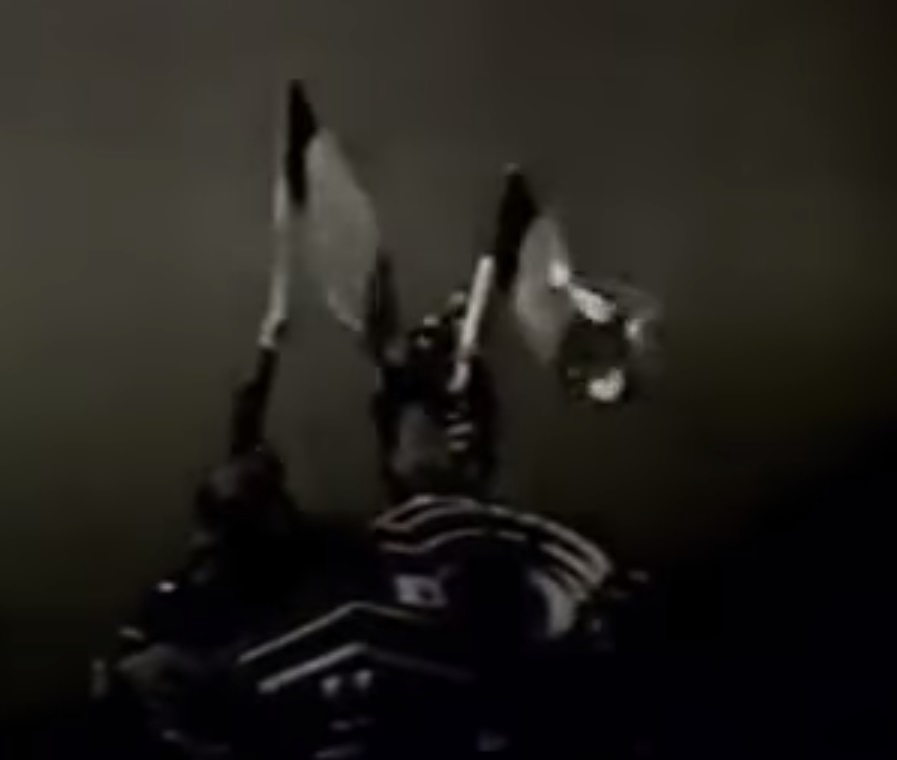
ルーマニア陸軍, オデーサ

### ウクライナ独立後
ソビエト連邦崩壊後のオデーサには一時的に経済的に困窮した時期が訪れる。2000年3月にオデーサの商業活動を振興するため、約140年ぶりに自由貿易港に指定された。
2014年の親ロシア派騒乱では、オデーサでも暴力の伴う衝突が起こった。2014年5月2日の衝突事件では親ウクライナ派と親ロシア派との間で42人の死者が出た。抗議中に4人が殺害され、火炎瓶の投げ合いによって労働組合庁舎に火がついたことで少なくとも32人の労働組合員が死亡した。2014年の9月から12月の間に行われた調査では、オデーサ市民にロシアへの編入を支持する者はいなかった。
2021年8月、旧ソ連の独裁者ヨシフ・スターリンによる「大粛清」の犠牲者とみられる数千人の遺骨が同都にて発見された。これらの遺骨について、国立記憶研究所の地方館長を務めるセルギー・グツァリュク（Sergiy Gutsalyuk）は、国家保安委員会（KGB）の前身かつスターリンの秘密警察として知られた内務人民委員部（NKVD）が1930年代に処刑した人々のものではないかと観ている。

### ロシアのウクライナ侵攻

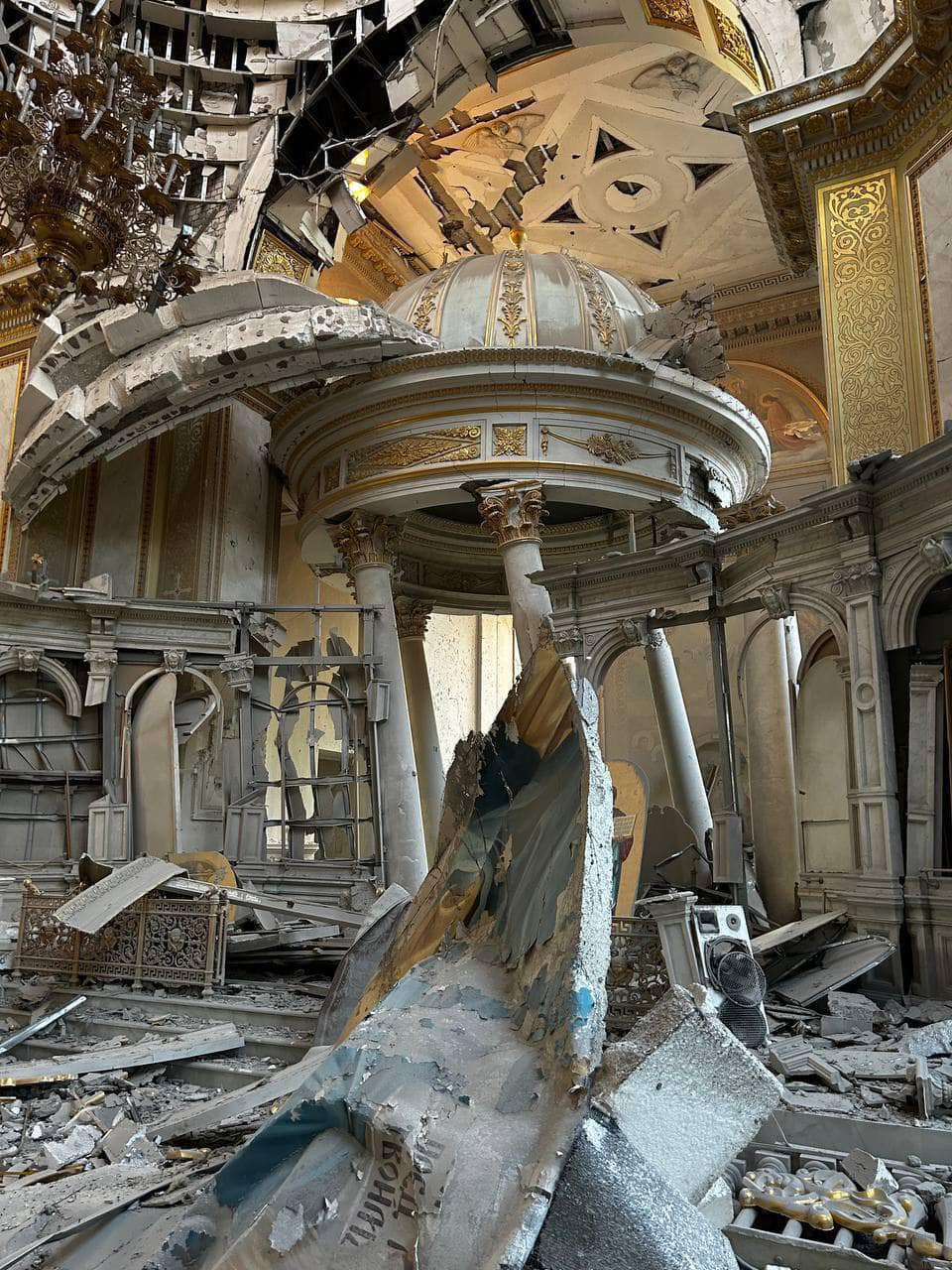
ロシアのミサイル攻撃で破壊された救世主顕栄大聖堂

2022年ロシアのウクライナ侵攻では前線から離れており、直接戦闘による被害は2023年5月現在生じていないが、ロシア軍による弾道ミサイルを使用した攻撃が幾度となく行われ、市街地や港湾施設に被害が生じている。さらに2022年後半からはドローンによる攻撃も加わった。
また、ロシアが黒海を事実上海上封鎖する状態となったため、オデーサ港を利用した輸出入業務がストップした。同年7月22日にトルコの仲介で貨物船の出入りが認められるようになり、同年8月1日には一番船がオデーサの港を離れた。その後はウクライナ産の穀物を黒海経由で輸出させる協定がウクライナ、ロシア、トルコ間で結ばれたが、ロシアの延長反対により2023年7月18日をもって失効し、直後にロシアはウクライナに向かう船が軍事物資を運搬している可能性があるとしてオデーサにミサイル攻撃を行った。
2023年5月31日、ロシア軍は同月28日に高精度のミサイル攻撃を行い、オデーサ港に停泊していた揚陸艦ユーリ・オレフィレンコを破壊したと発表。合わせて同艦が最後まで残っていた主要軍艦であったことを主張した。同年7月23日未明には救世主顕栄大聖堂がミサイル攻撃を受け、大聖堂が破壊された。

## 気候
オデーサは温暖で日照時間も多く、古くから保養地として利用されていた。太陽の光に恵まれているオデーサは映画の撮影にも適し、映画スタジオで多くの作品が生み出された。7月の平均気温は22度、1月の平均気温は-3度。
| オデーサ (1981–2010)の気候  | オデーサ (1981–2010)の気候 | オデーサ (1981–2010)の気候 | オデーサ (1981–2010)の気候 | オデーサ (1981–2010)の気候 | オデーサ (1981–2010)の気候 | オデーサ (1981–2010)の気候 | オデーサ (1981–2010)の気候 | オデーサ (1981–2010)の気候 | オデーサ (1981–2010)の気候 | オデーサ (1981–2010)の気候 | オデーサ (1981–2010)の気候 | オデーサ (1981–2010)の気候 | オデーサ (1981–2010)の気候 |
| 月                          | 1月                        | 2月                        | 3月                        | 4月                        | 5月                        | 6月                        | 7月                        | 8月                        | 9月                        | 10月                       | 11月                       | 12月                       | 年                         |
| --------------------------- | -------------------------- | -------------------------- | -------------------------- | -------------------------- | -------------------------- | -------------------------- | -------------------------- | -------------------------- | -------------------------- | -------------------------- | -------------------------- | -------------------------- | -------------------------- |
| 最高気温記録 °C （°F）      | 15.1 (59.2)                | 18.6 (65.5)                | 24.1 (75.4)                | 29.4 (84.9)                | 33.3 (91.9)                | 35.6 (96.1)                | 39.3 (102.7)               | 38.0 (100.4)               | 32.4 (90.3)                | 30.5 (86.9)                | 26.0 (78.8)                | 16.3 (61.3)                | 39.3 (102.7)               |
| 平均最高気温 °C （°F）      | 2.2 (36)                   | 2.7 (36.9)                 | 6.6 (43.9)                 | 13.0 (55.4)                | 19.5 (67.1)                | 24.0 (75.2)                | 27.0 (80.6)                | 26.5 (79.7)                | 21.0 (69.8)                | 15.0 (59)                  | 8.4 (47.1)                 | 3.7 (38.7)                 | 14.1 (57.4)                |
| 日平均気温 °C （°F）        | −0.5 (31.1)                | −0.2 (31.6)                | 3.5 (38.3)                 | 9.4 (48.9)                 | 15.6 (60.1)                | 20.0 (68)                  | 22.6 (72.7)                | 22.3 (72.1)                | 17.2 (63)                  | 11.6 (52.9)                | 5.7 (42.3)                 | 1.1 (34)                   | 10.7 (51.3)                |
| 平均最低気温 °C （°F）      | −2.8 (27)                  | −2.6 (27.3)                | 1.0 (33.8)                 | 6.6 (43.9)                 | 12.1 (53.8)                | 16.3 (61.3)                | 18.5 (65.3)                | 18.2 (64.8)                | 13.5 (56.3)                | 8.6 (47.5)                 | 3.2 (37.8)                 | −1.2 (29.8)                | 7.6 (45.7)                 |
| 最低気温記録 °C （°F）      | −26.2 (−15.2)              | −28.0 (−18.4)              | −16.0 (3.2)                | −5.9 (21.4)                | 0.3 (32.5)                 | 5.2 (41.4)                 | 7.5 (45.5)                 | 7.9 (46.2)                 | −0.8 (30.6)                | −13.3 (8.1)                | −14.6 (5.7)                | −19.6 (−3.3)               | −28.0 (−18.4)              |
| 降水量 mm （inch）          | 34 (1.34)                  | 37 (1.46)                  | 32 (1.26)                  | 27 (1.06)                  | 36 (1.42)                  | 49 (1.93)                  | 47 (1.85)                  | 39 (1.54)                  | 41 (1.61)                  | 35 (1.38)                  | 41 (1.61)                  | 35 (1.38)                  | 453 (17.83)                |
| 平均降雨日数                | 9                          | 7                          | 10                         | 11                         | 12                         | 13                         | 10                         | 8                          | 9                          | 10                         | 13                         | 10                         | 122                        |
| 平均降雪日数                | 11                         | 10                         | 6                          | 0.4                        | 0                          | 0                          | 0                          | 0                          | 0                          | 0.2                        | 4                          | 9                          | 41                         |
| % 湿度                      | 83                         | 81                         | 78                         | 74                         | 71                         | 70                         | 66                         | 65                         | 72                         | 77                         | 82                         | 84                         | 75                         |
| 平均月間日照時間            | 77.5                       | 81.9                       | 124.0                      | 186.0                      | 263.5                      | 291.0                      | 313.1                      | 300.7                      | 240.0                      | 170.5                      | 78.0                       | 55.8                       | 2,182                      |
| 出典1：Pogoda.ru            |                            |                            |                            |                            |                            |                            |                            |                            |                            |                            |                            |                            |                            |
| 出典2：HKO (日照 1961–1990) |                            |                            |                            |                            |                            |                            |                            |                            |                            |                            |                            |                            |                            |

## 民族・言語

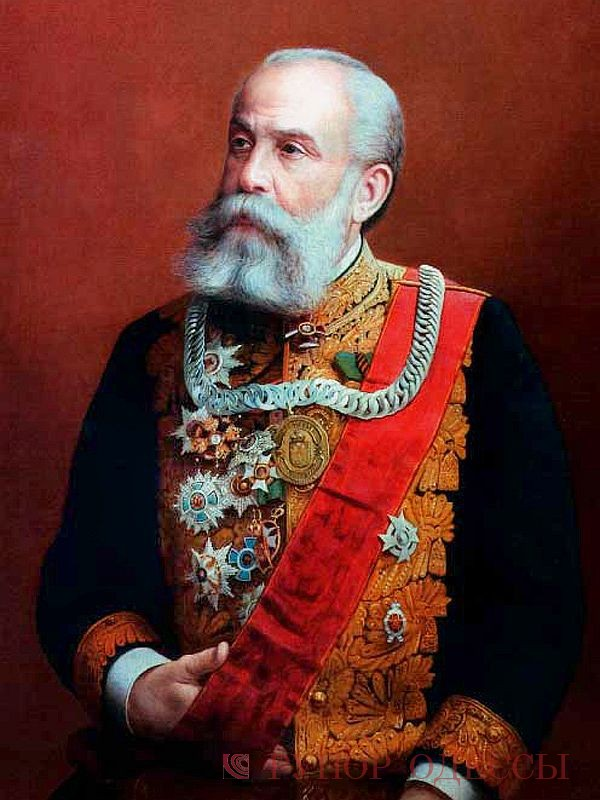
グリゴリー・マラズリ

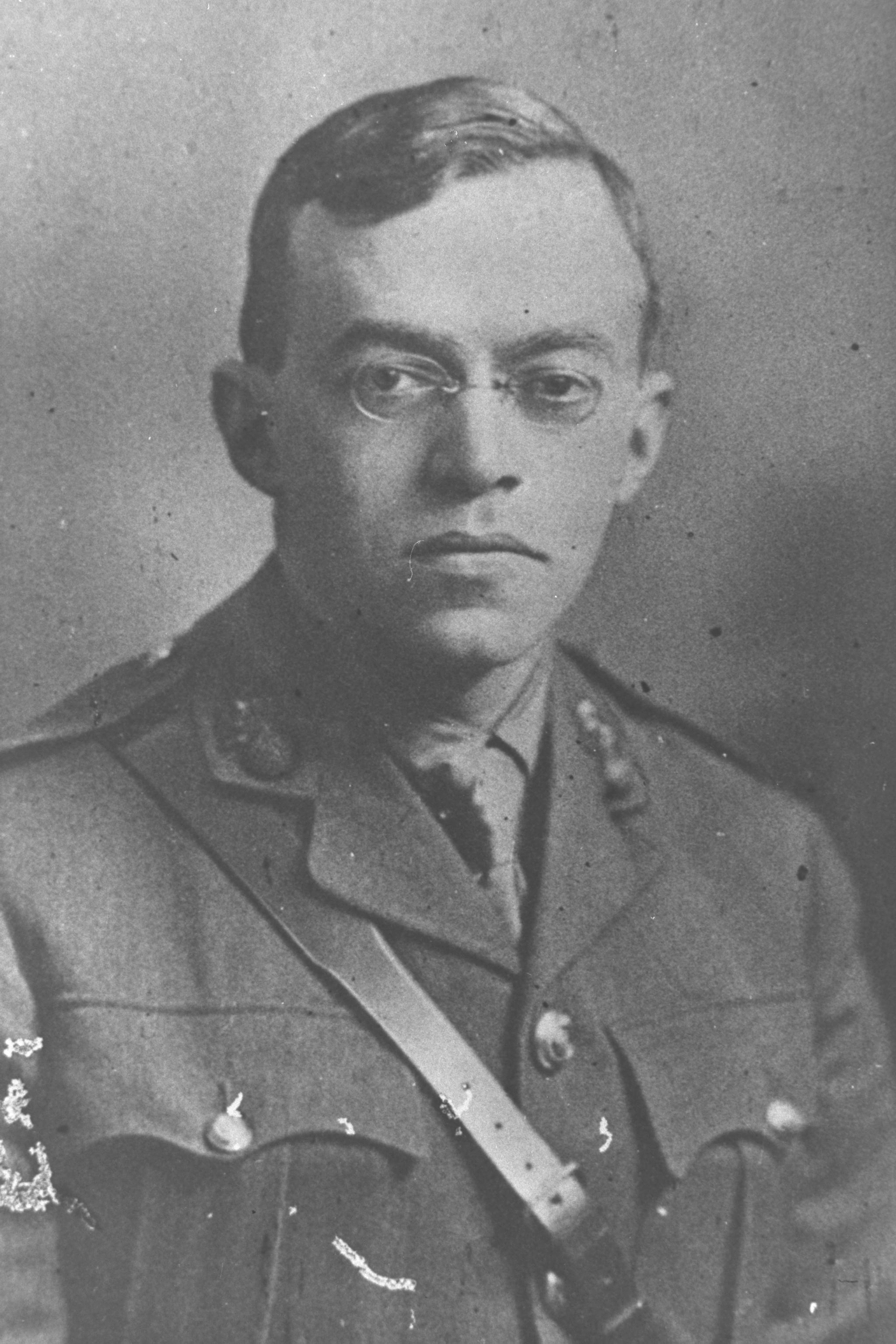
オデーサ出身のシオニストであるゼエヴ・ジャボチンスキー

### 民族
オデーサの民族の中で最大の割合を占めているのはウクライナ人（69%）で、それに次いでロシア人（29%）が多い。
ロシア帝国時代のオデーサは帝国内部から移住したロシア人やウクライナ人と、国外からの移住者が混在する多民族都市の性質を持っていた。1803年にオデーサの長官に就任したリシュリューのもとで外国人の商人や職人の誘致が行われ、彼らには軍役の免除などの特権が与えられた。ユダヤ人、ドイツ人、フランス人、ギリシア人、ポーランド人、セルビア人、アルメニア人、ハンガリー人、モルドバ人、ブルガリア人、アルバニア人、トルコ人、ロマなどの民族がオデーサに移住している。また、メノー派、古儀式派、ドゥホボール派などの宗教的少数派に属する人間もオデーサとその周辺に移住した。
ギリシア人はオデーサの発展に多大な貢献をし、経済の中心となっていた穀物輸出、ホテルとレストランの経営、文化・公共事業で活躍した。1879年からおよそ四半世紀の間オデッサの市長を務めたグリゴリー・マラズリはギリシア系移民の子孫の一人で、教育施設、公共図書館の建設を行い、ロシア初の細菌学研究所の設立を支援した。穀物輸出ではギリシア人だけではなくイタリア人も重要な役割を担い、イタリア人はオデーサの文化面においても大きな影響を与えている。貿易の世界にユダヤ人が進出し、貿易活動が停滞するとギリシア人とイタリア人の多くはオデーサを離れ、19世紀後半に入るとギリシア・イタリア系住民の数は減少に転じた。
ロシア帝国の他の都市と異なり、オデーサではユダヤ人の生活に課せられる制限が少なく、抑圧に苦しむ多くのユダヤ人がこの町に移り住んだ。18世紀後半のポーランド分割後、オデーサにポーランド出身のユダヤ人が多く移住し、19世紀後半には町の人口の35%近くをユダヤ人が占めるようになっていた。オデーサのユダヤ人は商業以外に法曹、医療といった専門分野で活躍し、病院、学校、孤児院などの社会的な施設を設立した。オデーサはロシア帝国最大のユダヤ人都市となり、19世紀と20世紀の変わり目には人口の約3分の1がユダヤ人で占められていた。1870年代以降オデッサでは2度の大規模なポグロムが発生し、1905年に起きた最大のポグロムでは1,000人の死者が出て、50,000人のユダヤ人が退去したといわれている。19世紀末からのポグロムに加えて第二次世界大戦によってユダヤ人人口は激減し、1959年当時のオデーサの人口はウクライナ人の273,000人、ロシア人の254,000人に対してユダヤ人の人口は107,000人で、割合は16%となっていた。それでもオデーサはウクライナ、ひいてはソ連最大のユダヤ人コミュニティを有していたが、1970年代からのユダヤ人の大量出国によって人口の減少に拍車がかかった。
ソビエト連邦時代のオデーサではウクライナ化、ロシア化が進められたために国際都市の特徴が失われ、ウクライナ南部地方の中心都市に変化していった。1930年代にソビエト政府はウクライナ化政策をロシア化政策に転換し、オデーサでも文化的・言語的にロシア化が進展した。オデーサは民族解放運動が盛んな町としても知られ、ロシア帝国やオスマン帝国からの独立を志向する運動家、シオニスト、革命家の活動拠点となった。

### 言語
ウクライナ人が多数派であるにもかかわらず、町ではロシア語が支配的な地位を有している。2015年では、家庭で話される言語の割合はロシア語が78%、ウクライナ語が6%、ロシア語とウクライナ語の両方が15%だった。ウクライナ東部・南部の地域と同様に、オデーサではウクライナ語よりもロシア語の方が多く話されているといわれており、オデーサのロシア語には独特の語彙や言い回しが使われている。多民族都市として誕生したオデーサでは多くの言語が話され、19世紀末には50以上の言語が使われていたという。
多民族都市の様相を示していた19世紀後半のオデーサでは人口の50.78%を占めるロシア語話者と32.5%を占めるイディッシュ語の話者が二大勢力となっていた。ウクライナ語の話者は3番目に多いものの、ロシア帝国ではウクライナ語の使用・教育が禁止されていたため、5.66%にとどまっている。初期のオデーサで活躍したイタリア人が話すイタリア語は長い間オデーサの主要な言語となり、公正証書、勘定表、価格表だけでなく劇場の広告がイタリア語で表記されていた。ソ連時代のオデーサでは言語のロシア化が進められ、1990年にオデーサで実施された調査において市の人口の65%、ウクライナ人の3分の1以上、ユダヤ人の大部分がロシア語が母語だと回答した。

### 民族構成の遷移
|    | 1897年       | 1897年              | 1926年       | 1926年              | 1939年       | 1939年              | 2001年       | 2001年             |
| -- | ------------ | ------------------- | ------------ | ------------------- | ------------ | ------------------- | ------------ | ------------------ |
| 1  | ロシア人     | 198,233人（49.09%） | ロシア人     | 162,789人（39.97%） | ユダヤ人     | 200,961人（33.26%） | ウクライナ人 | 622,900人（61.6%） |
| 2  | ユダヤ人     | 124,511人（30.83%） | ユダヤ人     | 153,243人（36.69%） | ロシア人     | 186,610人（30.88%） | ロシア人     | 292,000人（29.0%） |
| 3  | ウクライナ人 | 37,925人（9.39%）   | ウクライナ人 | 73,453人（17.59%）  | ウクライナ人 | 178,878人（29.60%） | ブルガリア人 | 13,300人（1.3%）   |
| 4  | ポーランド人 | 17,395人（4.31%）   | ポーランド人 | 10,021人（2.40%）   | ポーランド人 | 8,829人（1.46%）    | ユダヤ人     | 12,400人（1.2%）   |
| 5  | ドイツ人     | 10,248人（2.54%）   | ドイツ人     | 5,522人（1.32%）    | ドイツ人     | 8,424人（1.39%）    | モルドバ人   | 7,600人（0.7%）    |
| 6  | ギリシア人   | 5,086人（1.26%）    | ベラルーシ人 | 2,501人（0.60%）    | ブルガリア人 | 4,967人（0.82%）    | ベラルーシ人 | 6,400人（0.6%）    |
| 7  | タタール人   | 1,437人（0.36%）    | アルメニア人 | 1,843人（0.44%）    | モルドバ人   | 2,573人（0.43%）    | アルメニア人 | 4,400人（0.4%）    |
| 8  | アルメニア人 | 1,401人（0.35%）    | ギリシア人   | 1,377人（0.33%）    | アルメニア人 | 2,298人（0.38%）    | ポーランド人 | 2,100人（0.2%）    |
| 9  | ベラルーシ人 | 1,267人（0.31%）    | ブルガリア人 | 1,186人（0.28%）    |              |                     |              |                    |
| 10 | フランス人   | 1,137人（0.28%）    | モルドバ人   | 1,048人（0.25%）    |              |                     |              |                    |

## 経済

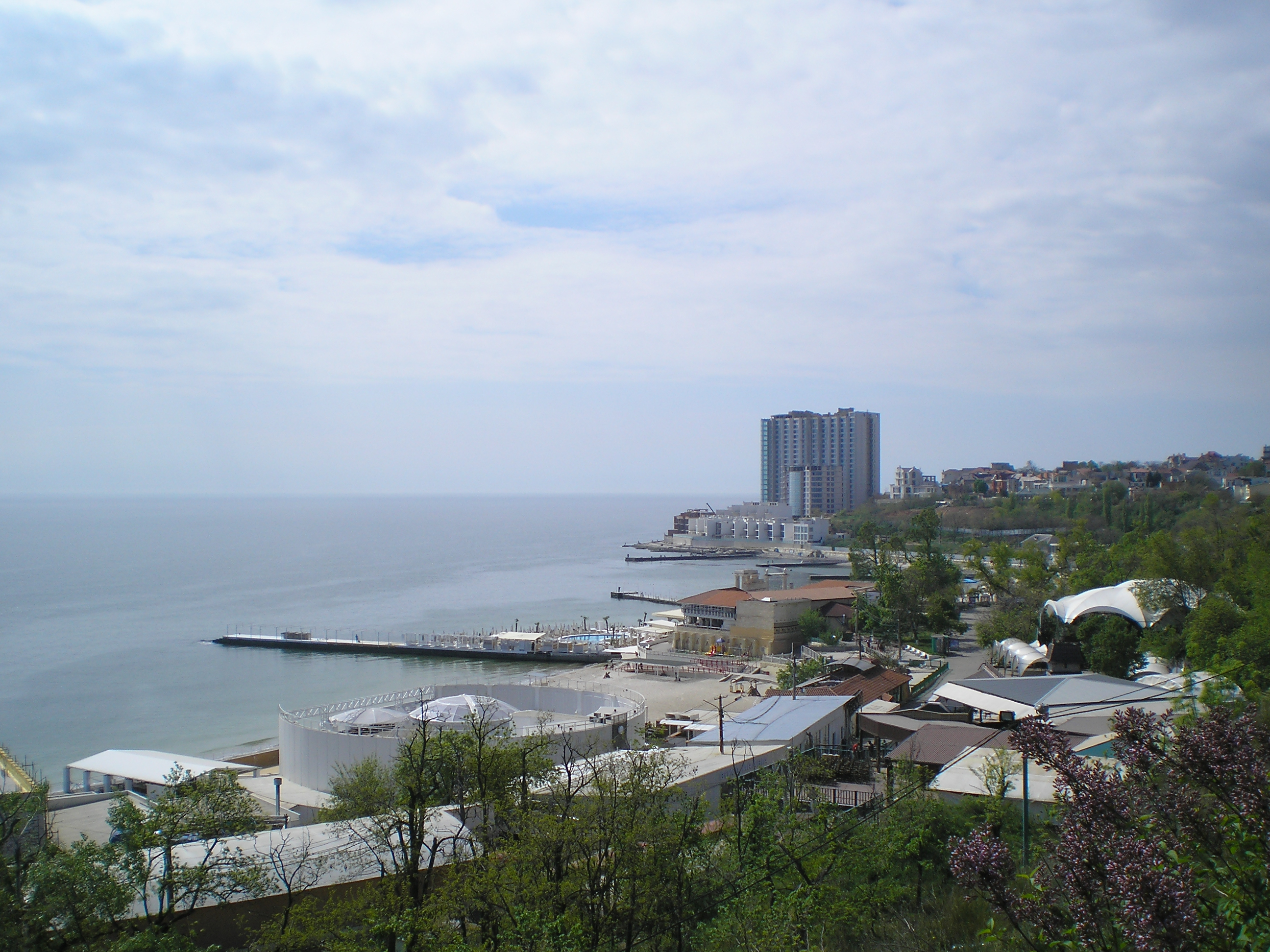
アルカーディヤの風景

デ・リバス、リシュリューらによって統治された初期のオデーサは貿易・商業の発展に重点が置かれ、オデーサの背後に広がる穀倉地帯から集まる穀物の輸出を基盤としてロシア有数の国際貿易港に成長した。19世紀半ばの自由貿易港時代に交易はより活発になり、オデーサの穀物輸出で主要な役割を果たしていたギリシア人とイタリア人によってウクライナの小麦がヨーロッパ中に輸出され、ウクライナは「ヨーロッパのパンかご」と呼ばれるようになった。1847年の時点では、ロシア帝国全土から輸出される穀物のうち、半分以上がオデーサから積み出されていた。小麦以外には鉄、麻、ロープ類、皮革、獣脂が輸出されたほか、輸入量も大きく増加し、ワイン、果物、タバコ、絹などの輸入品の一大集積地となった。また、貿易・商業の振興に伴って金融機関が整備され、1804年に商業銀行、1806年にロシア初とされる海上保険会社が設立された。1880年代から港湾施設の老朽化やウクライナの対外的な小麦の供給地としての地位の低下のため、オデーサの貿易に陰りが見え始め、輸出総額と輸入総額が減少する。
オデーサ最初の工場は、1799年にフランス人によって建てられた化粧品の工場である。後背地から豊富な原料を調達できるオデーサには、マカロニ、ビール、ウオッカ、ロープ類、獣脂、石鹸、ロウソクなどの加工製品の工場が多く建てられた。19世紀末からは加工工業に代わり、金属工業が成長を見せ始める。
ソビエト政権下のオデーサでは外国との自由取引が制限されていたために貿易の役割が低下し、金属工業、機械製造業が主要な産業となった。オデーサに30以上の企業が新設され、古いものは再建された。1940年の工業生産は1913年の水準の8倍に達した。第二次世界大戦後にオデーサの重要性は低下するが、工業の一中心地としての地位を保ち続けた。主として工作機械、鉱山用・農業用機械、クレーン、ウィンチ、ガス発生炉、冷凍機、印刷機、映写機、計量器などの機械が生産されていた。
ウクライナ独立後のオデーサの主要工業は機械製造、金属加工、造船、食品加工、石油化学などで、ソ連時代と比べて大きな変化は無い。2002年5月にはオデーサとブロディを結ぶ石油パイプラインが完成した。
ソビエト連邦時代に保養地としての開発が進められ、サナトリウムや休息の家が建設され、泥や鉱泉を利用した治療が行われた。オデーサの近郊にはアルカーディヤなどのビーチが点在する。

## 建築物
19世紀以前のオデーサの町並みは「海賊の集落」と呼ばれるように建設が進んでいなかったが、1803年に長官としてオデーサに赴任したリシュリューによって町作りが進められていった。デ・リバスの都市計画を生かした上で左右対称の町並みが形作られ、新古典主義様式の建物が建てられていった。建物の建設以外に並木道の整備、街灯の設置が進められ、植林が推奨された。リシュリュー時代を代表する建築物として1809年に完成した市立劇場があり、800の座席と立見席を有していたが、1873年に劇場は火災で焼失した。19世紀後半には1884年に完成したオデッサ駅、1887年に再建された市立劇場、1898年に完成した新しい証券取引所などのオデーサを代表する建築物のいくつかが建てられた。オデーサの開発にあたって必要な石材は現地で調達され、石材の採掘跡として1,000キロメートルにわたる地下道が残された。第二次世界大戦期に地下道はパルチザンの拠点となり、一部はパルチザン記念博物館として一般に公開されている。
歩行者道のデリバスィフスカ通りはオデーサの中心で、商店や安宿が集まっている。もう一つの表通りである高台を通るプリモールスキー並木通りは、デリバスィフスカ通りとは対照的に閑静な雰囲気がある。町の各所にはデ・リバス、リシュリュー、ヴォロンツォフら町の建設に貢献した人物や、オデーサに滞在したプーシキンの像が建てられている。市の中心部にはポチョムキン号の水兵を記念するモニュメントが置かれているが、帝政ロシア時代にはエカチェリーナ2世の像が建てられていた。アレクサンドル2世によって建設されたアレクサンドル公園はソ連時代にシェフチェンコ公園に改称され、公園に建てられていたアレクサンドル2世を追悼するモニュメントはシェフチェンコの像に代えられている。

### 主な観光名所

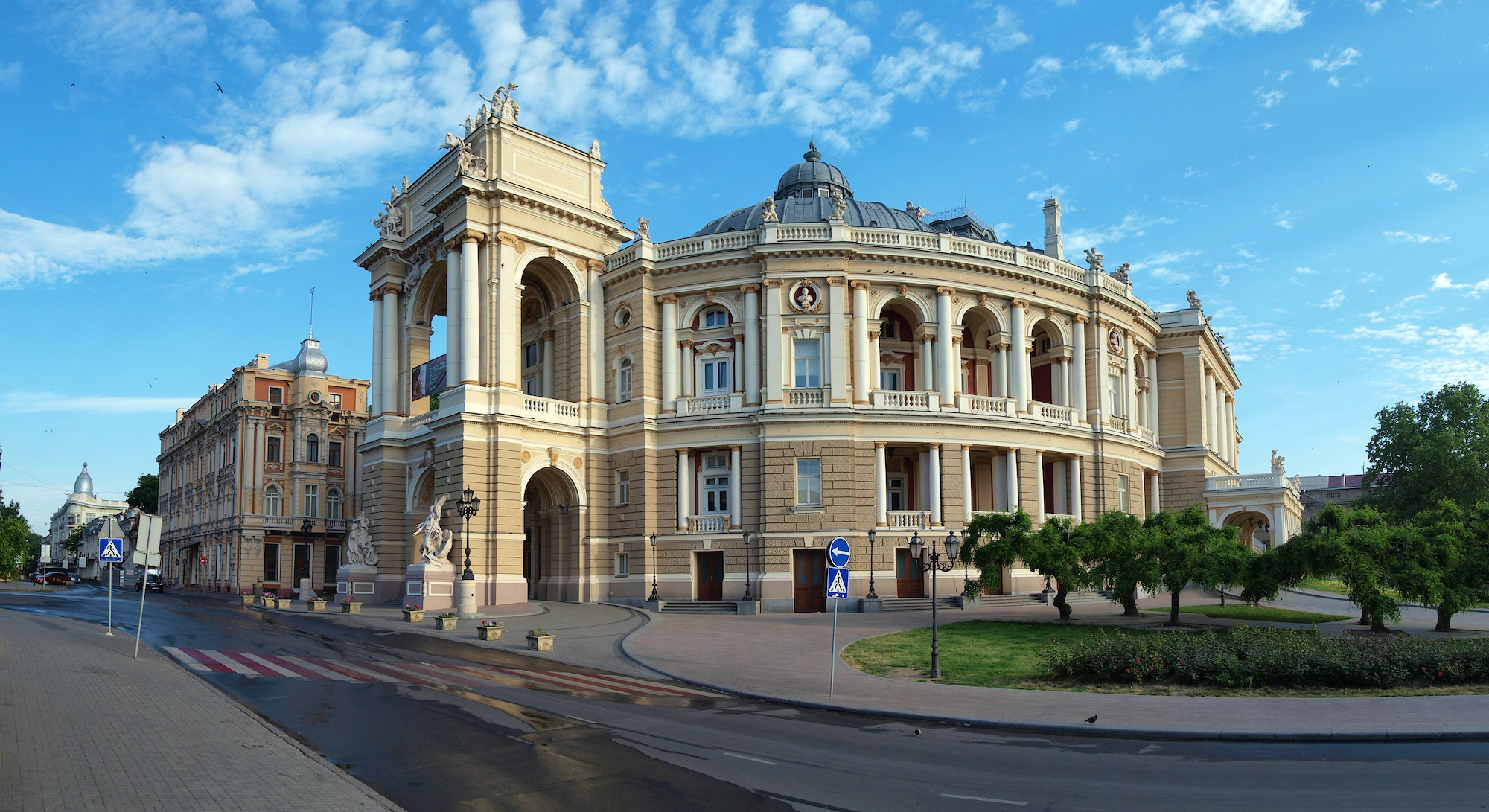
オデッサ・オペラ・バレエ劇場

- オデッサ・オペラ・バレエ劇場 - 1873年に市立劇場が焼失した後、1887年建てられた劇場で、オデーサのシンボルとして知られている[78]。ウィーンの建築家であるフェルナーとヘルマーの設計によって1883年から建設が開始され、1887年に完成した。イタリア・ルネサンス様式とバロック様式が融合した建築物で、外壁にはプーシキン、ゴーゴリ、グリボエードフ、グリンカの胸像が飾られている[79]。また、正面ファサードには音楽、舞踏、喜劇、悲劇の神の彫像が置かれている。
- ポチョムキンの階段 - 1837年から1842年にかけて建設された階段。最上段の幅は12.5メートル、最下段の幅は21メートルと下に向かうにつれて広くなり、下から見上げると踊り場は見えず、上から見下ろすと踊り場は見えるが段は見えない[77]。階段を上った先にある広場にはリシュリューの像が建つ。映画『1905年』の撮影のためにオデーサを訪れたセルゲイ・エイゼンシュテインは、この階段にインスピレーションを得て『戦艦ポチョムキン』の制作に取り掛かった[80]。
- ヴォロンツォフ宮殿 - 1828年に建設された総督ヴォロンツォフの居所。1905年の革命後は技師学校とされ、ソ連時代にはピオネール宮殿として使われた。
- 愛の橋 - プリモールスキー並木通りの西端に架かる橋。恋人たちや新郎新婦は愛の誓いとして橋の欄干に南京錠をかけていく[81]。
- オデッサ美術館 - ソフィーシカ通りに位置する。オデーサ最古の邸宅の一つである、1810年にポトツキー伯爵邸として建設された建物[82]。19世紀末に市長を務めていたマラズリによって市に寄贈され、1899年に美術館として開設された。収蔵品は10,000を超え、オデーサをモチーフとした作品を描いたコスタンジ、イヴァン・アイヴァゾフスキーの作品も展示されている。

- 東洋西洋美術館（ウクライナ語版、英語版） - プーシキン通りに位置する。1920年開館。展示室は古代美術、東洋美術、西洋美術の3部門に分けられている。
- オデーサ考古学博物館 - ランジェロン通りに位置する。160,000点以上の黒海北岸の古代史に関する収蔵品を擁する[83]。
- 国立オデッサ文学博物館 - 1977年設立、1984年開館[83]。バーベリらオデーサ出身の作家やプーシキンらオデーサにゆかりのある作家に関する展示品が置かれている。
- プーシキン博物館（ウクライナ語版、英語版） - プーシキンが滞在したホテルの跡地に建てられた博物館。プーシキンが滞在していた当時の部屋が再現されている。
- オデッサ動物園（ウクライナ語版）

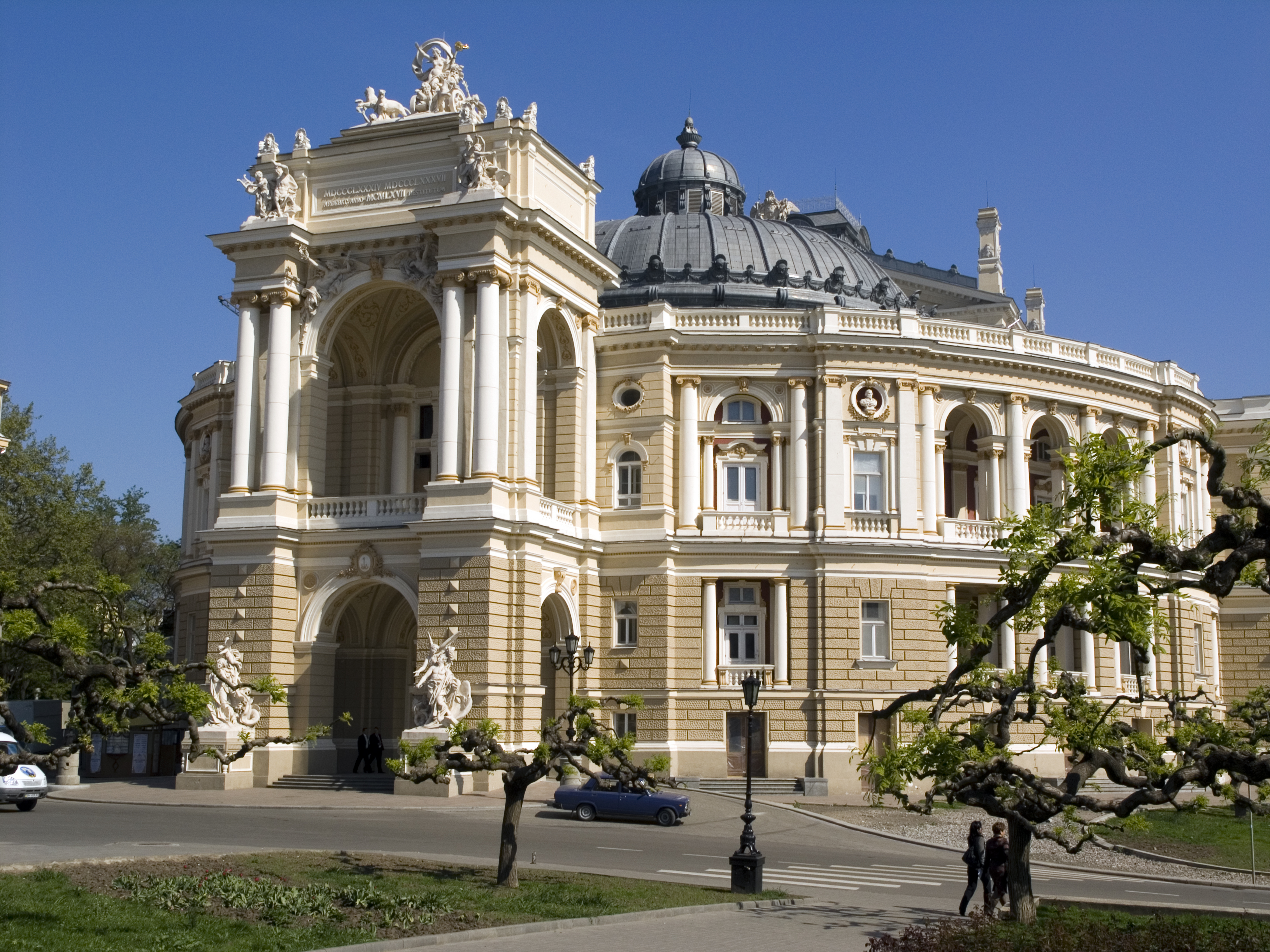
オペラ・バレエ劇場
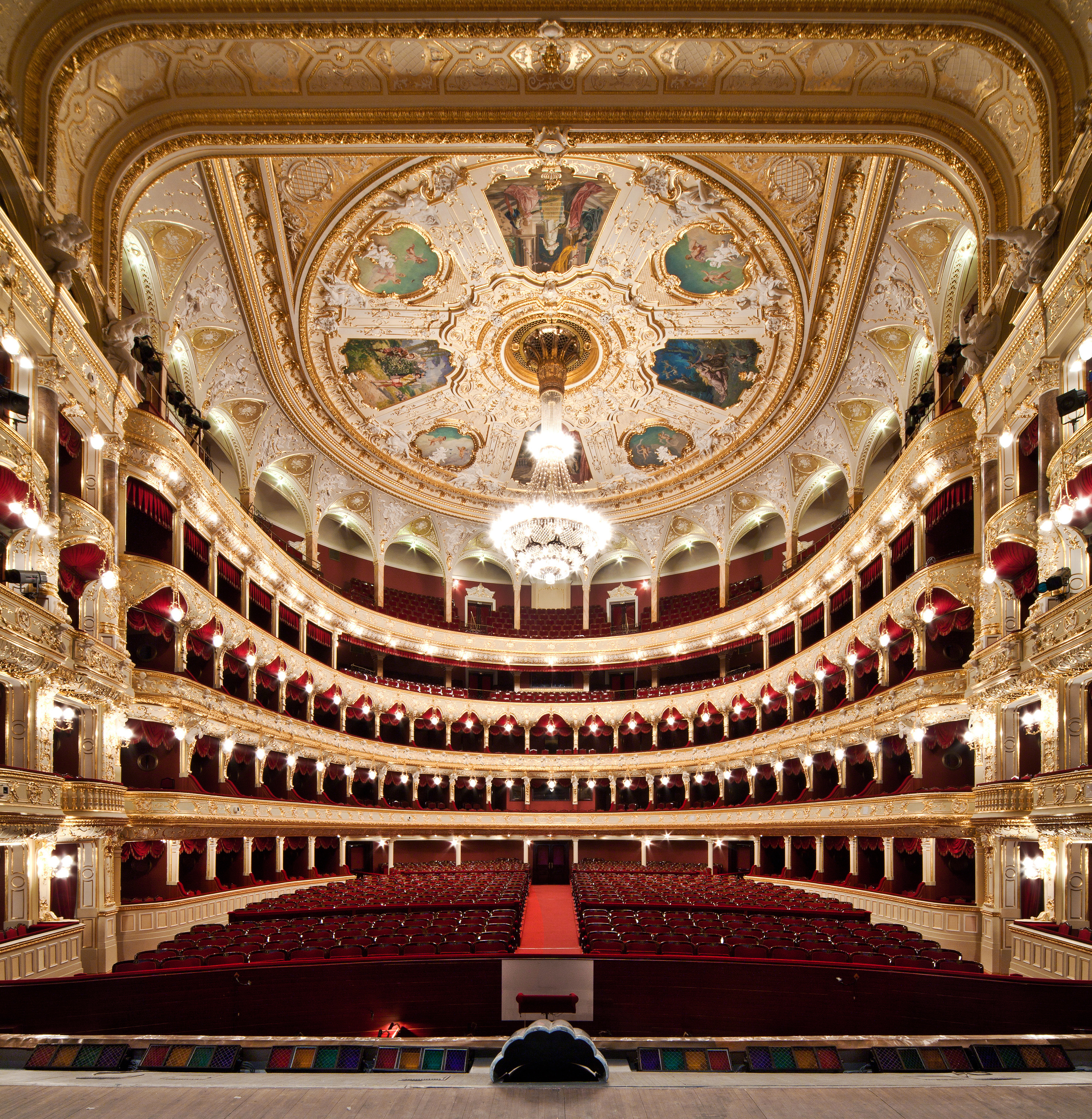
オペラ・バレエ劇場の内装
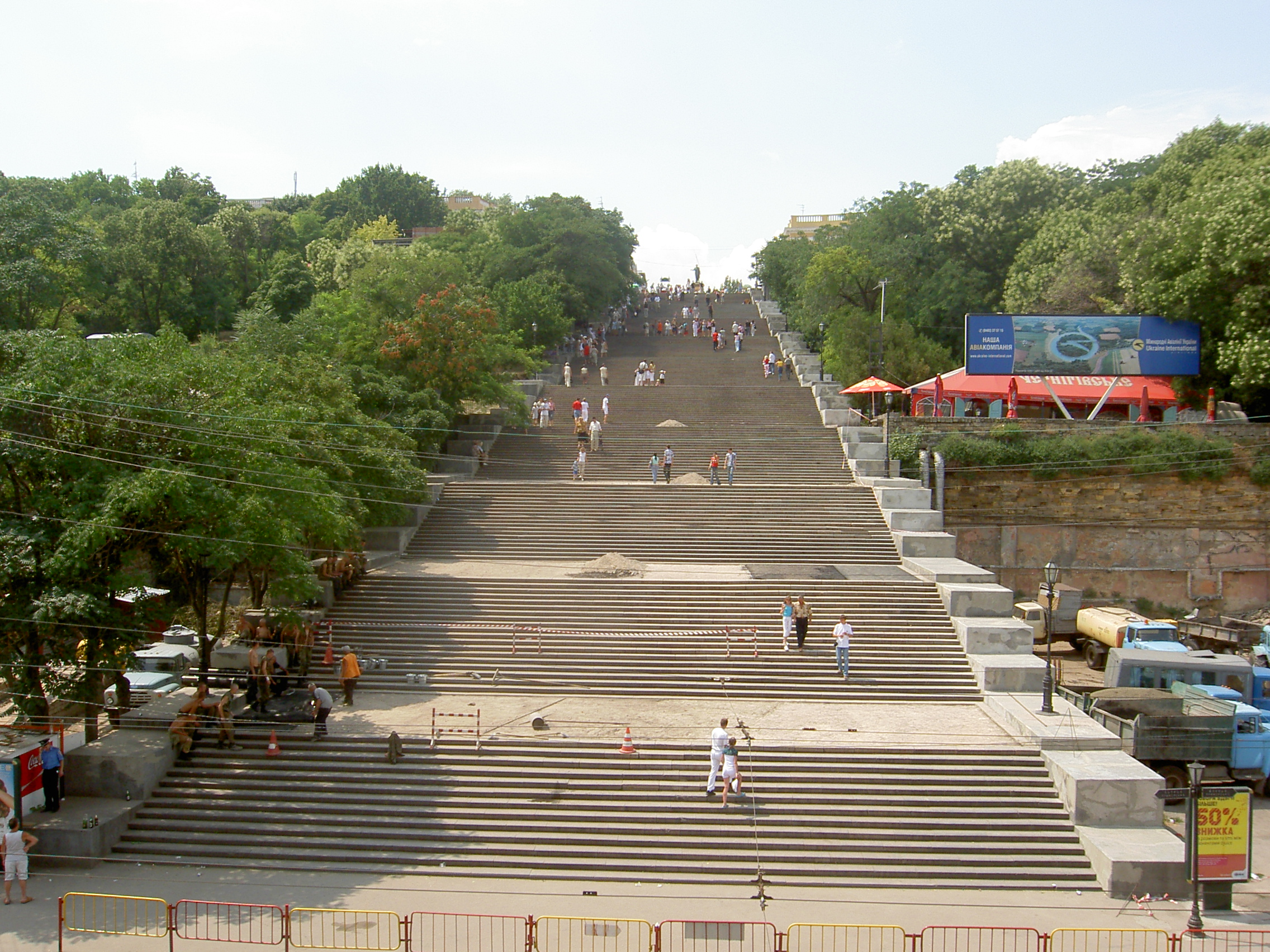
ポチョムキンの階段
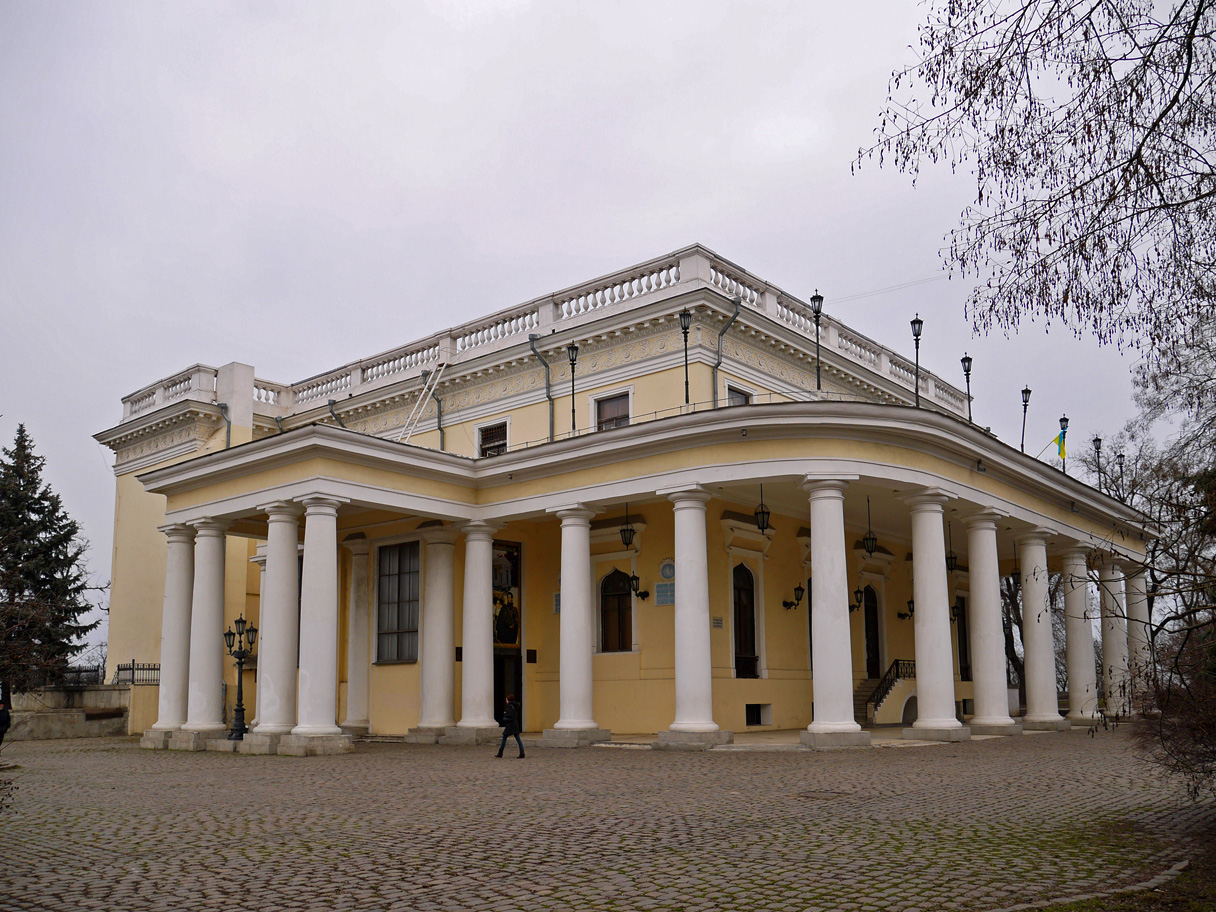
ヴォロンツォフ宮殿
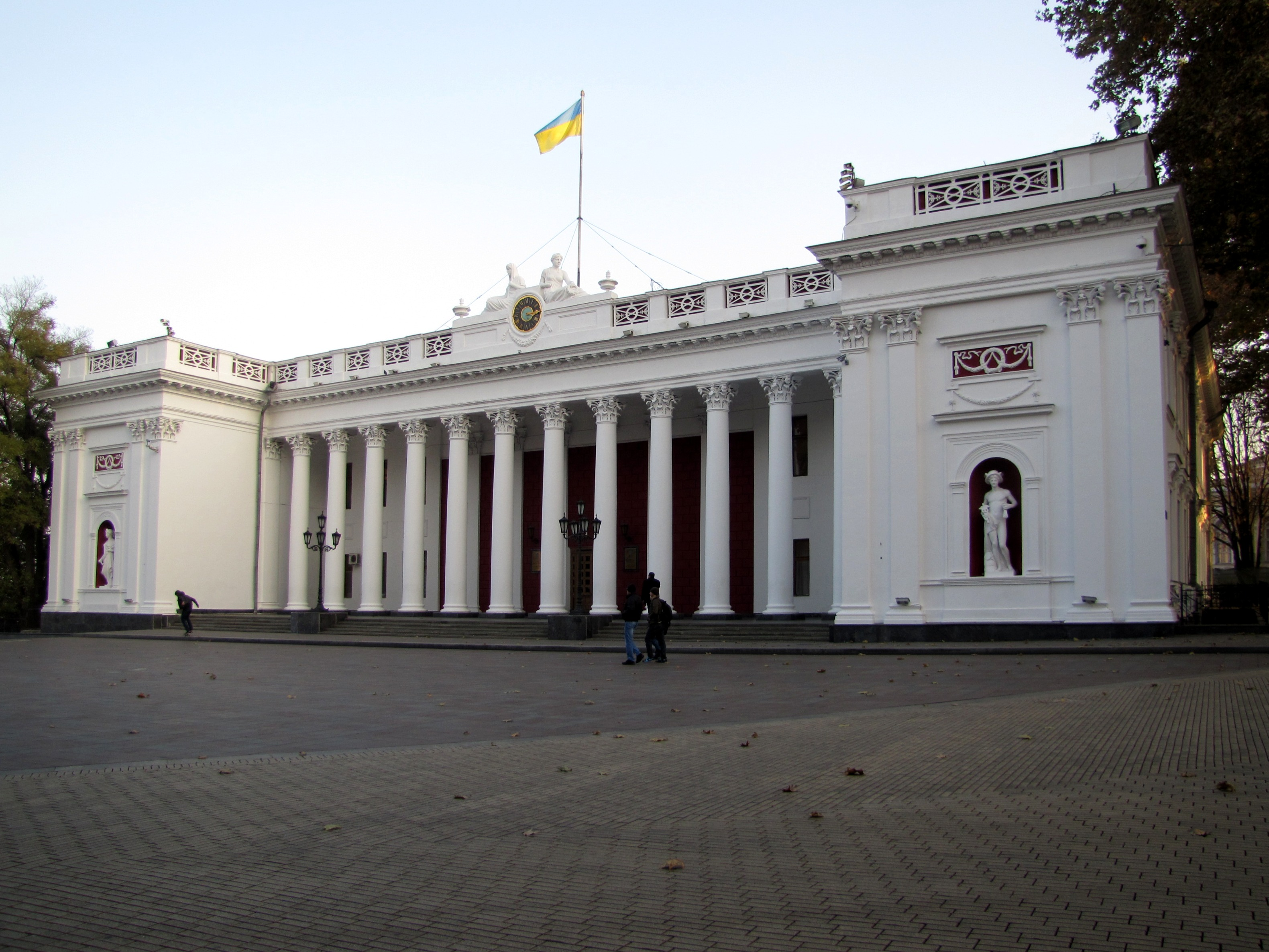
シティホール
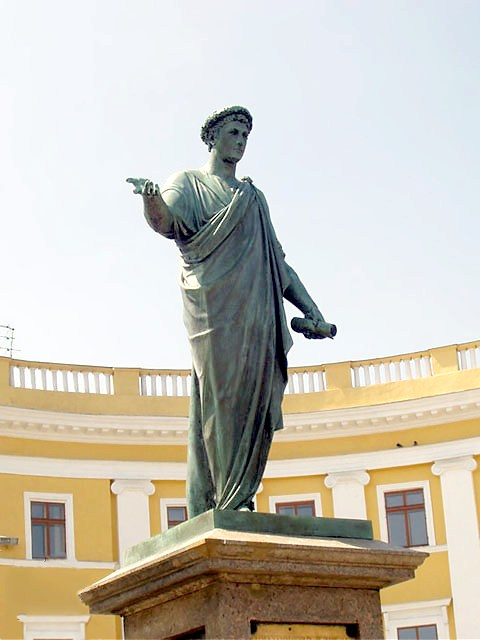
リシュリューの像
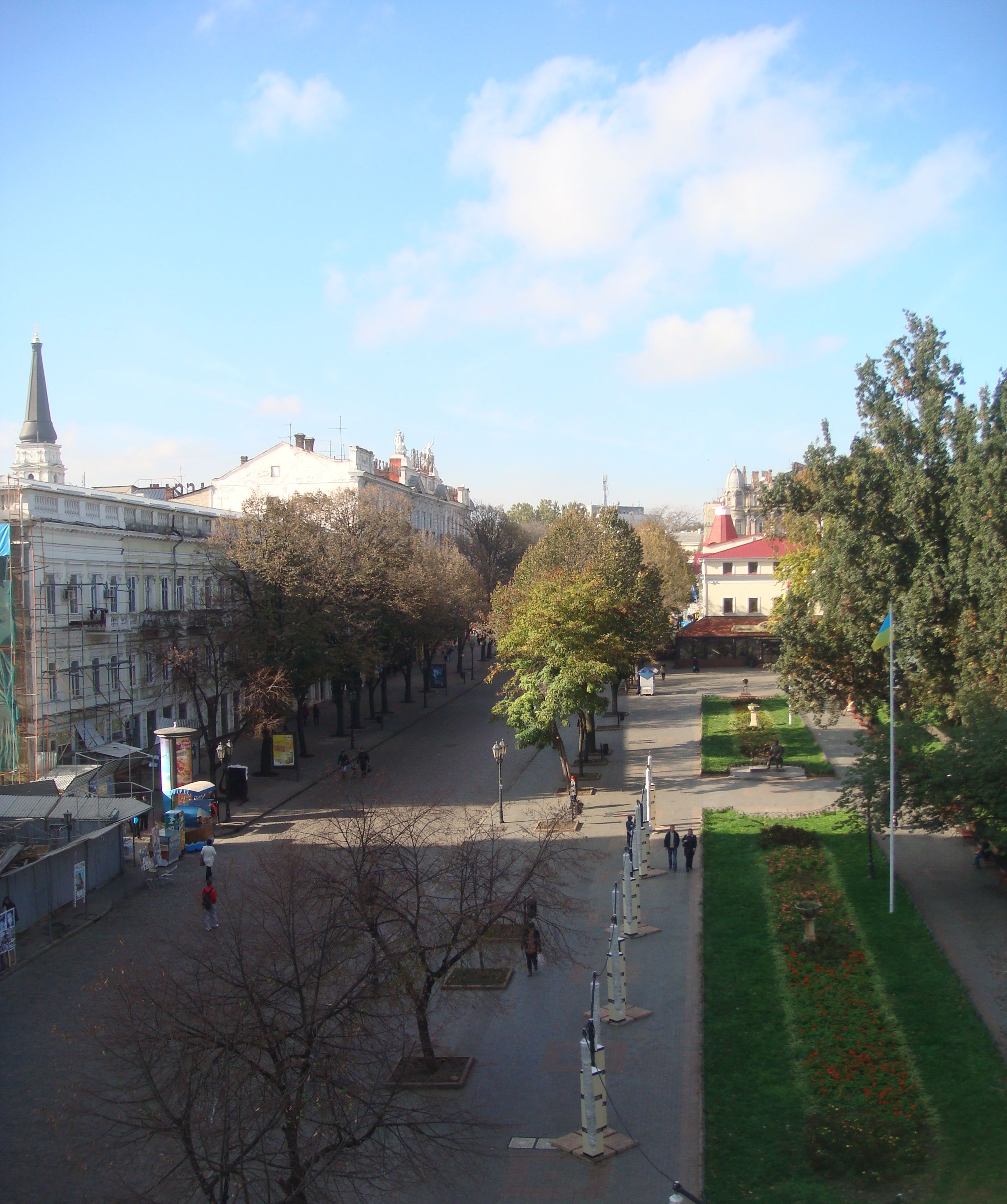
デリバスィフスカ通り
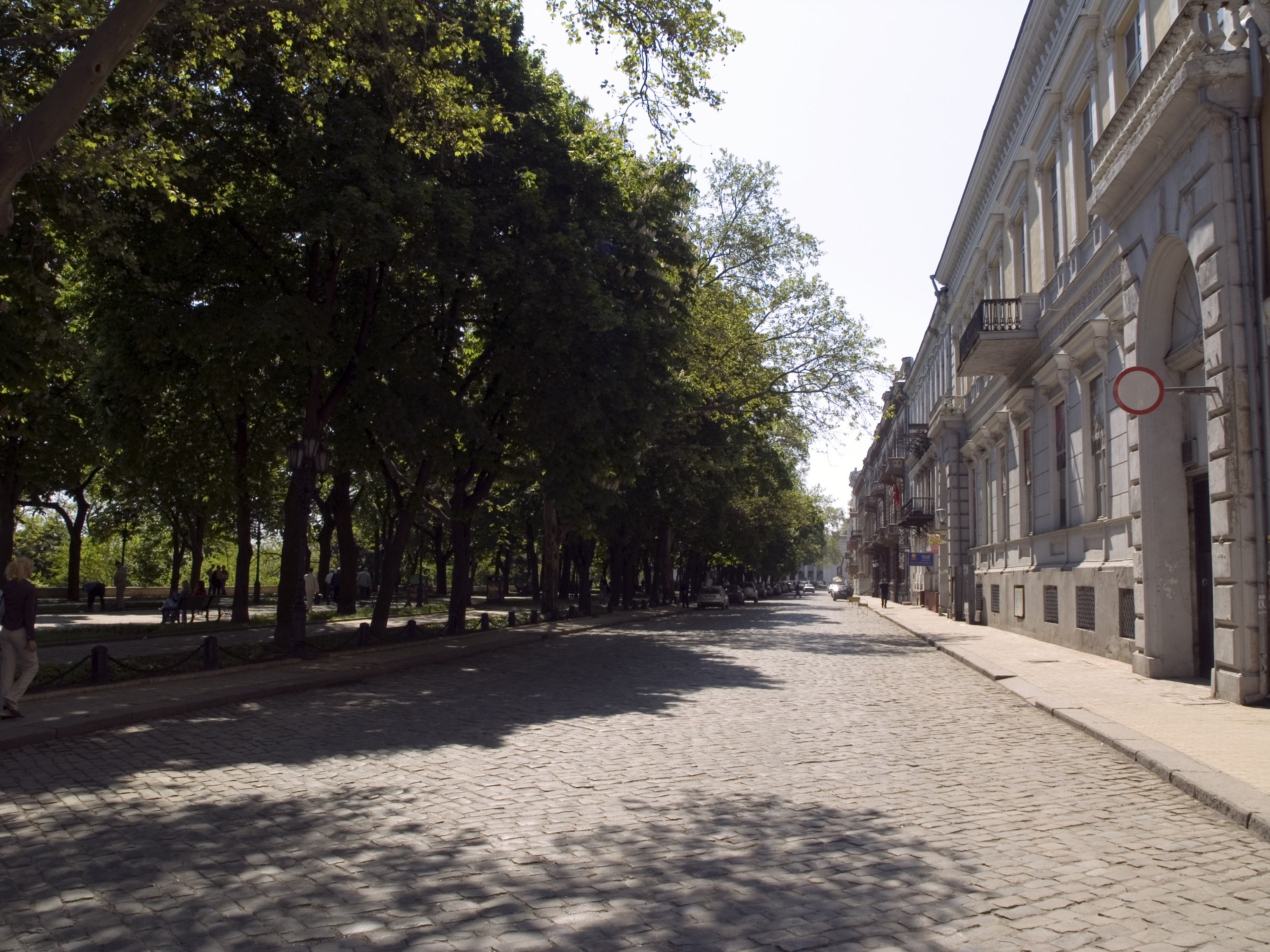
プリモールスキー並木通り

## 教育
19世紀半ばまでにオデーサに歴史・考古学博物館、大学が設置された。オデーサはウクライナ南部の教育の中心地であり、オデッサ大学をはじめとする14の大学や様々な研究機関が置かれている。角膜移植で知られるフィラトフ研究所はオデーサに置かれている。
1805年にオデーサにはじめて貴族学校が開設され、その後全ての人間に入学が認められたギムナジヤが開設される。1817年に2つの学校は統合され、両方の学校の創立者であるリシュリューの名前に由来する「リシュリュー貴族学校」と命名された。1860年代にノヴォロシア地域に大学を設置する計画が持ち上がり、1865年にリシュリュー貴族学校はノヴォロシア大学に改組された。ロシア革命後にノヴォロシア大学はいくつかの大学に分割されるが、1933年に統合されてオデッサ大学に改称し、1945年からは大学で教育・研究に従事した医学者イリヤ・メチニコフの名前を冠するようになる。

## 交通
オデッサ港は貿易港、漁港、軍港の機能を併せ持ち、世界100か国、600以上の港から出航する船舶がオデーサに入港している。オデッサ港の全長は約8キロメートルで全長250メートル、吃水12.5メートルまでの船舶を収容できる。イスタンブール、ハイファ、ヴァルナなどのウクライナ国外の都市との間にフェリーや客船が定期的に運航されており、夏季には地中海などからのクルーズ船が寄港する。

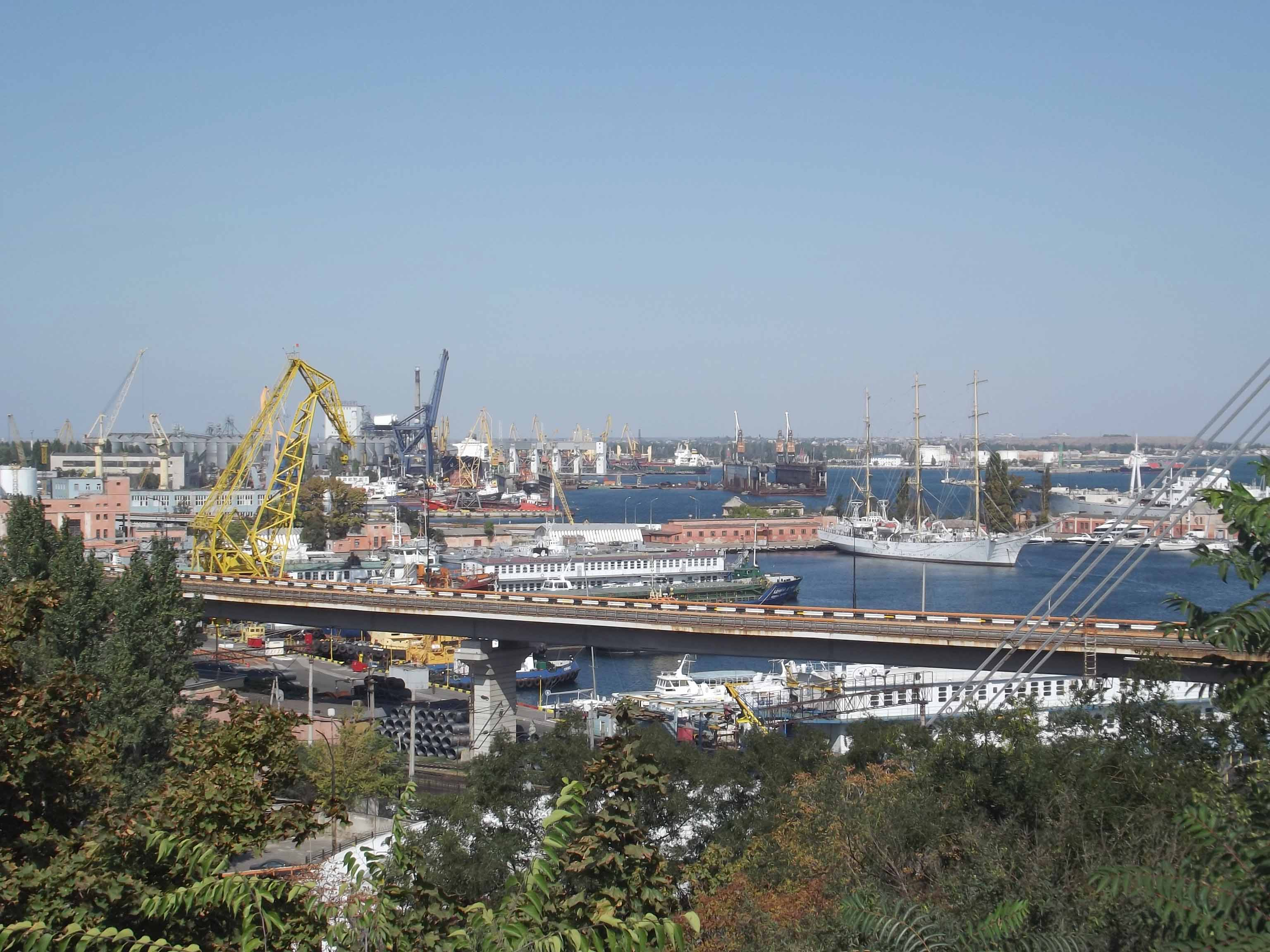
オデッサ港の遠景

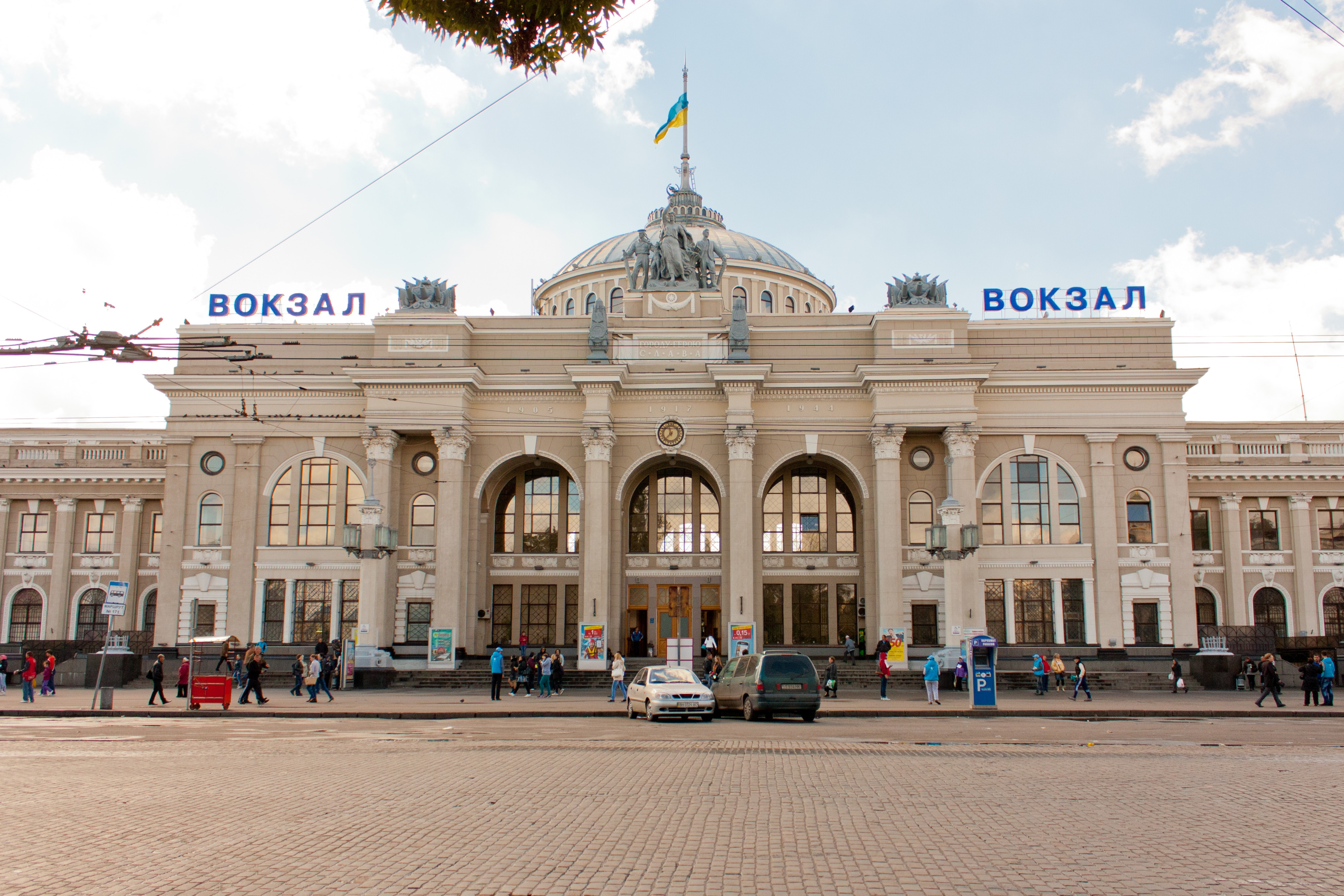
オデッサ駅

オデッサ駅は、1865年にオデーサとバルタを結ぶ鉄道が開通し、1872年に線路がハルキウ（ハリコフ）まで延伸されたことでモスクワ、ペテルブルクと接続された。1884年に新古典様式の駅舎が完成した。1944年にドイツ軍によって駅舎は破壊されるが、1952年に原形を生かした建物が再建された。現在はウクライナ南部の鉄道の拠点であり、国内の主要都市やモスクワやサンクトペテルブルク、ワルシャワ、プラハ、ウィーン、ベルリンとの間に定期的に旅客列車が運行されている。
オデッサ市電は1880年にベルギーの企業によって開業した馬車鉄道が起源である。路線は次第に拡大され、一部で路面機関車も使用された。1910年には路面電車への切り替えが開始された。
オデッサ国際空港が市街地の南西12キロメートルの地点に位置している。1908年にオデッサ飛行クラブが設立され、1910年3月にはミハイル・エフィーモフの乗る飛行機がオデーサの競馬場から離陸し、ロシア人によるロシア国内での初飛行を成功させた。
ロシア国内の他の都市よりも早く自転車が流行し、1880年代にもの好きの市民の間で自転車が流行した。1891年のオデーサではロシア国内で初めて自動車が走り、ベンツ、フォード、オペルなどの店舗が進出した。長距離バスはウクライナ内の都市だけでなく、ブルガリア、ギリシアに向かう便も存在する。

## 文化

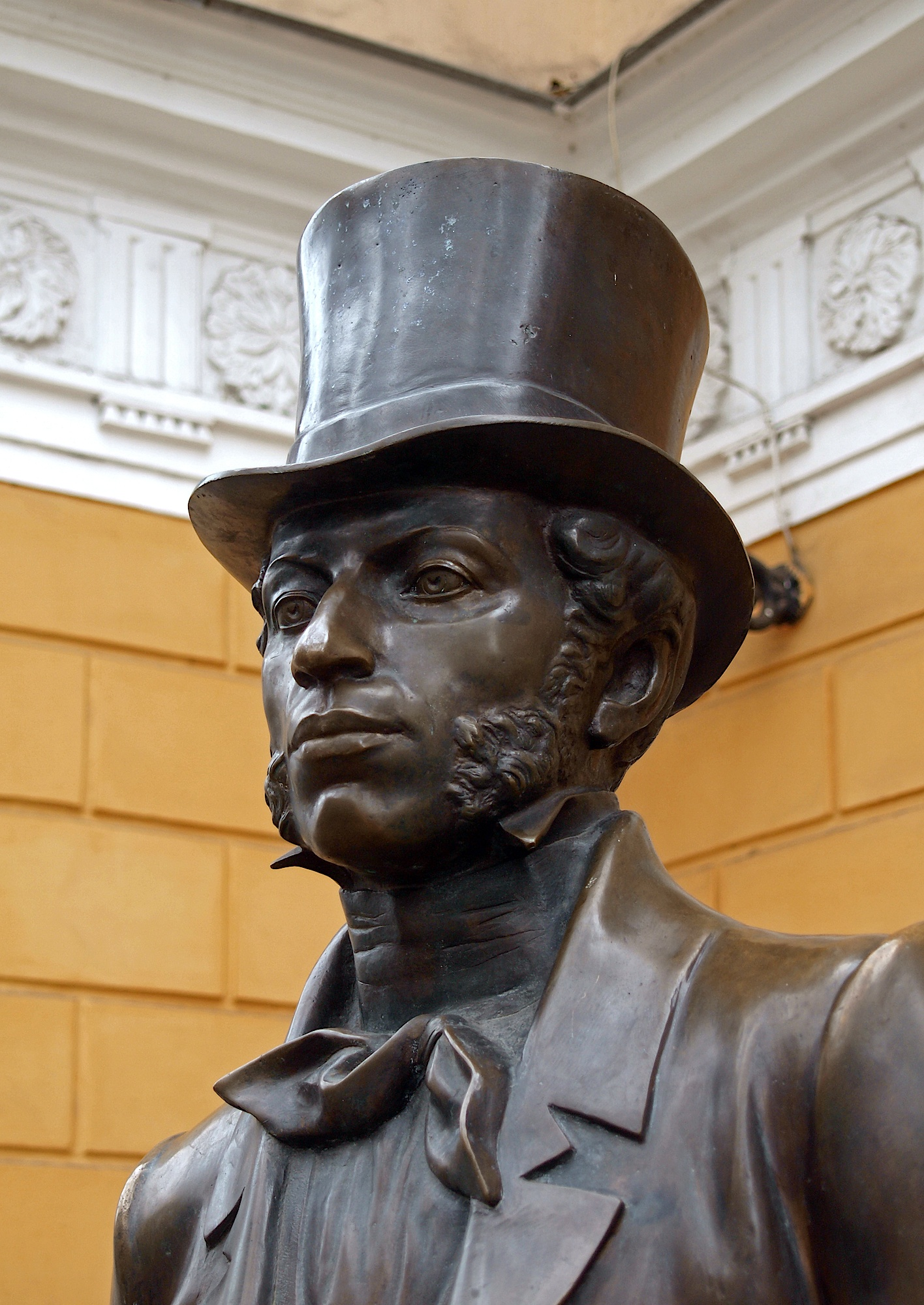
プーシキン博物館のプーシキン像

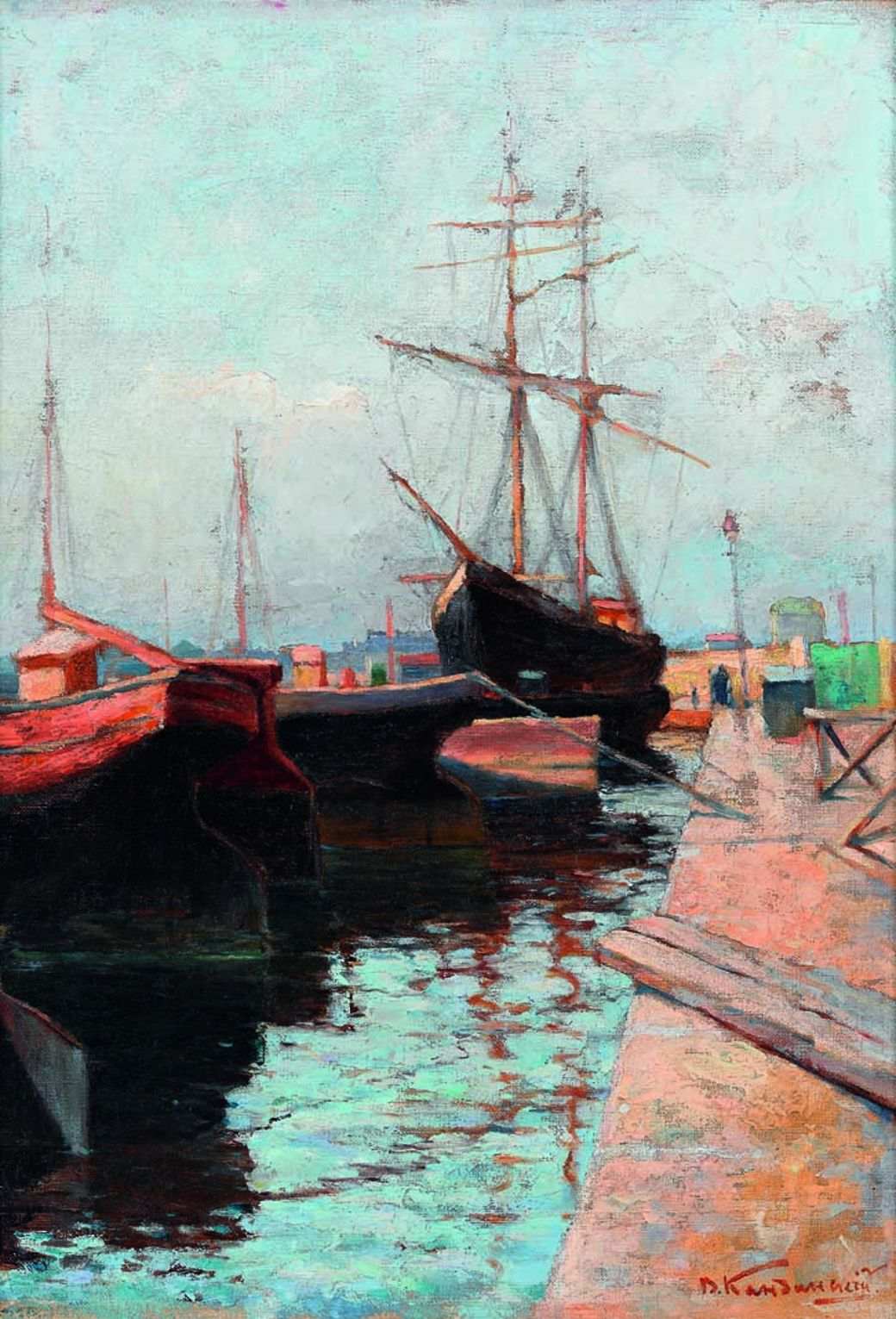
ワシリー・カンディンスキー『オデッサ港』（1898年）

### 文学
アレクサンドル・プーシキン、ニコライ・ゴーゴリ、マクシム・ゴーリキーらのロシア文壇の作家はオデーサに滞在し、町を創作のモチーフとした。ロシア革命の直後にはアレクセイ・トルストイ、イヴァン・ブーニンらソビエト政権の樹立を受け入れない作家が一時期オデーサに亡命した。しかし、20世紀初頭までロシア文学史上に名前を残すオデーサ生まれの作家は現れなかった。
ソビエト時代初期の1920年代にイサーク・バーベリ、ワレンチン・カターエフ、ユーリイ・オレーシャらの作家がオデーサに現れ、1920年代後半にモスクワに移って本格的な文学活動を開始し、ソビエト文学界から注目を集めた。オデーサ出身の作家には、社会性・思想性を重視する伝統的なロシア文学とは異なる幻想的な作風、あらすじの重視、オデーサ独特のロシア語文体といった共通性が見られ、評論家のヴィクトル・シクロフスキーは彼らを「南西派」と呼んだ。
ユダヤ人が多いオデーサはメンデレ・スフォリムやショーレム・アレイヘムといったイディッシュの作家とも繋がりがあり、ポーランドの詩人アダム・ミツキェヴィチ、ブルガリアの作家イヴァン・ヴァゾフはオデーサ滞在中に作品を書き上げている。ウクライナ文学に対するオデーサの影響は薄いとされ、タラス・シェフチェンコ、イヴァン・フランコ、レーシャ・ウクラインカらの作家は文学活動よりも民族解放運動に従事する形でオデーサと関わりを持った。

### 音楽
オデーサの貿易において重要な役割を果たしたイタリア人によって、19世紀のオデーサにイタリアの音楽文化が広められた。中でもオペラは上流階級から庶民に至るまで人気を集め、19世紀のロシア帝国におけるイタリア・オペラの中心地はペテルブルク、モスクワではなくオデーサだったともいわれる。オペラ以外の芸術音楽も徐々に根づいていき、1842年にオデーサ音楽協会が設立され、1860年には交響楽団が結成された。庶民や暗黒街の人間は居酒屋で音楽に親しみ、居酒屋ではヴァイオリニストが活躍していた。
1887年に再建されたオペラ・バレエ劇場では、ピョートル・チャイコフスキー、フョードル・シャリアピンなどの国内外の音楽家が上演を行った。
1897年に開設された音楽学校は1913年にオデーサ音楽院に改編され、音楽院から多くの演奏家が巣立っていった。オデーサでは世界的な名演奏家が多く生まれ、特にダヴィッド・オイストラフなどのヴァイオリニストが多い。

### 世界遺産
市内の初期の建築物は主にイタリアの建築家や技術者によって設計されたものであり、折衷主義が主な特徴である。プリモルスキー大通り、ポチョムキンの階段、オデッサ・オペラ・バレエ劇場とパレ・ロイヤルがランドマークである市街地は19世紀の多文化・多民族の東ヨーロッパの都市の異文化交流と成長の顕著な例として、2023年の世界遺産委員会臨時会議で「オデーサ歴史地区」という名称で世界遺産と危機遺産に登録された。

## 国際関係
オデーサにはルーマニア、ギリシャ、ポーランド、トルコ、ロシア、ジョージアの総領事館が置かれ、イタリア、南アフリカ共和国、カザフスタン、ラトビアの領事機関、イスラエルの文化機関が設置されている。また、1902年から1934年までの間には日本の領事館が開設されていた。オデーサ市沿海地区には、ウクライナ人を父に持つ横綱大鵬の銅像が建てられている。
オデーサは世界各地の都市と姉妹都市協定を結んでおり、その多くが国際的な港湾都市である。

### 姉妹都市
- アレクサンドリア（エジプト、1968年）
- ボルチモア（アメリカ合衆国、1975年[104]）
- キシナウ（モルドバ共和国、1994年[105]）
- コンスタンツァ（ルーマニア、1991年）
- グダニスク（ポーランド）
- ジェノヴァ（イタリア、1972年）
- ハイファ（イスラエル、1992年[106]）
- イスタンブール（トルコ、1997年[107][108]）
- ジッダ（サウジアラビア）
- コルカタ（インド、1986年[109]）
- レオン（メキシコ、2012年）
- リバプール（イギリス、1957年[110]）
- ウッチ（ポーランド、1993年[111]）
- マルセイユ（フランス、1973年[112]）
- ニコシア（キプロス共和国、1996年）
- オウル（フィンランド、1957年[113]）
- ピレウス（ギリシャ、1993年[114]）
- 青島市（中華人民共和国、1993年）
- レーゲンスブルク（ドイツ、1990年）
- ロッシュ・ハアイン（イスラエル）
- ロストフ・ナ・ドヌ（ロシア、1999年）
- スプリト（クロアチア、1964年[115]）
- セゲド（ハンガリー、1977年）
- バレンシア（スペイン、1982年[116]）
- ヴァン（トルコ）
- バンクーバー（カナダ、1944年[117]）
- ヴァルナ（ブルガリア、1958年）
- エレバン（アルメニア、1995年[118][119]）
- 横浜市（日本、1965年[120][121]）

### 友好都市
- ブレスト（ベラルーシ、2004年[122]）
- グダニスク（ポーランド、1996年[123]）
- イラクリオン（ギリシャ、1992年）
- クライペダ（リトアニア、2004年）
- ラルナカ（キプロス共和国、2004年[114]）
- ミンスク（ベラルーシ、1996年）
- モスクワ（ロシア、1995年）
- 寧波市（中華人民共和国、2008年）
- サンクトペテルブルク（ロシア、2002年）
- タガンログ（ロシア、1993年）
- タリン（エストニア、1997年）
- トビリシ（ジョージア、1996年）
- バルパライソ（チリ、2004年）
- ウィーン（オーストリア、2006年）
- ヴォルゴグラード（ロシア、2001年）

## 主な出身人物
- レフ・トロツキー - ボリシェビキ・ソビエト連邦の政治家、マルクス主義思想家
- アンドレイ・ヴィシンスキー - 政治家、法曹家、外交官
- オリハ・ステファニシナ - 政治家、行政官、弁護士
- ゼエヴ・ジャボチンスキー - シオニスト
- ロディオン・マリノフスキー - 軍人
- スタニスラフ・ペトロフ - 軍人
- セミョーン・チェルネツキー - 軍人、作曲家
- ゲンナジー・トルハノフ - 政治家、オデーサ市長
- ゲンリフ・リュシコフ - ソビエト連邦秘密警察
- ロマン・カルメン - ソビエト連邦の映画監督
- ミハイル・コーガン - 実業家、タイトー創業者
- イサーク・バーベリ - 作家
- ワレンチン・カターエフ - 作家
- ウラジーミル・アーノルド - 数学者
- イズライル・ゲルファント - 数学者
- ジョージ・ガモフ - 物理学者
- アレクサンドル・モギレフスキー - ヴァイオリニスト
- ダヴィッド・オイストラフ - ヴァイオリニスト
- ナタン・ミルシテイン - ヴァイオリニスト
- アナスタシア・チェボタリョーワ - ヴァイオリニスト
- エミール・ギレリス - ピアニスト
- ヴラディーミル・ド・パハマン - ピアニスト
- ベンノ・モイセイヴィチ - ピアニスト
- シューラ・チェルカスキー - ピアニスト
- マリヤ・グリンベルク - ピアニスト
- ウラジーミル・トゥクマコフ - チェスプレーヤー
- イダ・カミンスカ - 女優・演出家
- イーゴリ・ベラノフ - サッカー選手
- ユーリ・ニキフォロフ - サッカー選手
- エフゲニー・プラトフ - フィギュアスケート選手
- ヴィクトール・ペトレンコ - フィギュアスケート選手
- オクサナ・グリシュク - フィギュアスケート選手

## 登場作品
- 『オネーギンの旅の断章』（アレクサンドル・プーシキン）
- 『ガムブリヌス』（アレクサンドル・クプリーン）
- 『魔窟』（アレクサンドル・クプリーン）
- 『チェルカッシ』（マクシム・ゴーリキー）
- 『オデッサ物語（英語版）』（イサーク・バーベリ）
- 『オデッサのスタジアム』（ワレンチン・カターエフ）
- 『鉄の指輪』（ワレンチン・カターエフ）
- 『生涯の物語』（コンスタンチン・パウストフスキー）
- 『戦艦ポチョムキン』（セルゲイ・エイゼンシュテイン監督）
- 『機動戦士ガンダム』（富野由悠季監督）
- 『機動戦士ガンダム 復讐のレクイエム』（エラスマス・ブロスダウ監督）
- 映画『ロシアン・スナイパー』 - 監督：セルゲイ・モクリツキー、2015年
  - 実在の狙撃手であるリュドミラ・パヴリチェンコの視点から第二次世界大戦における独ソ戦を描く。
  - 劇中では、戦前に主人公・リュドミラが友人らと浜辺に訪れ、戦時中はオデッサの戦いの戦地として登場。